# Танго
Та́нго — жанр музики і танець, притаманний регіону Ла-Плата, і найпоширеніший у містах Буенос-Айрес (Аргентина) та Монтевідео (Уругвай). Письменник Ернесто Сабато говорить про «гібридне» становище танго. За словами поета Едуардо Джорландіні, у ньому поєднуються афроамериканські корені, культура гаучо, іспанські, італійські, африканські мотиви та етнічно строката суміш впливів, привнесених мігрантами з країн Європи. Письменник Рікардо Горват цитує визначення дослідниці танго Беатіс Крісоріо: «Танго — продукт багатонаціональних впливів, як колоніальних (індіанських, африканських і креольських), так і емігрантських». Відтоді танго зберігає статус одного з найпопулярніших жанрів музики, відомого в усьому світі.
Ряд дослідників визначають шість основних стилів музики, які справили вплив на танго: кубинська абанера, кандомбе, андалузьке танго, мілонга, європейські мазурка й полька.
Танго зчинило революцію в народному танці, створивши чуттєвий танок, в якому партнери обіймають одне одного, виражаючи глибокий емоційний зв'язок, як із власним тілом, так між обома тілами танцівників. Один із найбільших обожнювачів танго, поет Енріке Сантос Діссеполо, визначив його як «сумну думку, яку танцюють» (ісп. un pensamiento triste que se baila).
З погляду музики, танго притаманна двох- (мотив і приспів) або трьохкомпонентна (дві частини, до яких додається тріо) структура. Його виконання може здійснюватися з використанням великої розмаїтості інструментів, з класичним переважанням секстету із двох бандонеонів, двох скрипок, піаніно і контрабаса. Бандонеон тут відіграє центральну, однак не виняткову, роль.
Багато слів до пісень танго написані ла-платським арґо, що зветься лунфардо, й у них ідеться про почуття й журбу, які відчувають місцеві чоловіки й жінки, особливо до речей, «що стосуються кохання».
30 вересня 2009 року на прохання міст Буенос-Айреса й Монтевідео ЮНЕСКО визнало танго нематеріальною культурною спадщиною людства.

## Етимологія
Слово «tango» було обране для позначення латинської літери «T» у міжнародному радіотелефонному фонетичному алфавіті. Його етимологія є предметом численних теорій, багато з яких є доволі суперечливими. Однією з найґрунтовніших праць у цій галузі є стаття Хосе Ґобельйо «Суперечливе слово танго» (Tango, vocablo controvertido) (1976), у якій, власне, й висвітлюються контроверсійні підходи щодо визначення походження зазначеного слова. Стрижневим елементом цієї запеклої дискусії є елемент цивілізаційний, іншими словами, питання про те, яку роль відіграли африканська, індіанська, латиноамериканська та європейська культури у формуванні цього слова. 1999 року, міркуючи про цю цивілізаційну складову, Ґобельйо сказав:
Фахівці й досі сперечаються, що справило на виникнення танго більший вплив, — іспанська чи африканська складова. Утім, ця дискусія є насправді марною, бо й іспанська складова тут несе в собі певну частку негритянської крові.— Хосе Ґобельйо
Дослідник Ектор Бенедетті у своєму есеї «Про етимологію слова «танго» (2001) проводить ґрунтовний огляд різноманітних теорій, що були сформульовані з цього приводу, та долі, що їх спіткали. Початок теоретичних дебатів щодо походження слова «танго» можна відстежити від словника Королівської академії 1914 року видання, в якому вказувалося, що слово походить від латинського tangere (в подальших виданнях словника це твердження прибрали).
За однією з версій, у одній[якій?] із південно-американських мов слово "танго" означає «РАЗОМ» — основна характеристика, властива цьому танцю. У латинській мові дієслово «tango» означає "торкатись".
1957 року історик Рікардо Родріґес Молас дослідив мови привезених до Аргентини рабів, що в більшості своїй належали до етнічних груп Конго, Гвінейської затоки та південного Судану, і знайшов у них слово «танго», яке означало «місце зустрічі» і вживалося, як в Африці, так і в колоніальній Америці. Тож Родріґес Молас зробив висновок про те, що слово «танго» має африканські корені. Інші тісно споріднені з танго слова, як от «мілонга» і «кан'єнґе», так само мають африканське походження.
Родріґес Молас цитує донесення Мануеля Вернса (одного з чиновників буенос-айреського кабільдо), датоване 1789 роком, у якому слово «танго» вживається на позначення зустрічей рабів, на яких вони танцювали:

Заборонялося проведення подібних танців і сходин, званих танго, адже на меті в них стояло ніщо інше, як грабунки й підбурювання негрів до здобуття волі та скидання ярма рабства.

У ті ж часи в Монтевідео слово «танго» вживалося з подібним значенням. Уругвайський музикознавець Лауро Аєстаран цитує у своїй фундаментальній праці «Музика Уругваю» (La música de Uruguay) постанову кабільдо Монтевідео від 26 вересня 1807 року, видану губернатором Франсіско Хав'єром де Еліо:
Про тамбо, негритянські танці. Категорично забороняється проведення негритянських танців, які з численних причин є шкідливими, в межах міста та поза ними. Порушників цієї постанови карати місяцем громадських робіт.— Рішення кабільдо Монтевідео, за обопільною згодою з губернатором Франсіско Хав'єром де Еліо від 26 вересня 1807 року.
Примітно, що зазначене рішення віце-короля де Еліо було зареєстроване в переліку актів кабільдо за словом «танго». Річ у тім, що у віце-королівстві Ріо-де-ла-Плата терміни «тамбо» і «танго» використовувалися як синоніми, й позначали вони місця, де збиралися на танці негри.
Головне через загальне рівнозначне використання слів «тамбо» і «танго» дослідник Оскар Ескалада з Університету Ла-Плати, стверджує, що це слово походить від кечуанського tampu, яке конкістадори «іспанізували» до «tambo», що згодом стало синонімом до «танго».
Саме ці «тамбо» і «танго», що перетворилися на окремі об'єднання за етнічними ознаками в рамках афро-лаплатської спільноти з часу скасування рабства 1813 року дали початок академіям, мілонгам, піріґундінам і канґуелам, з яких і сформувалося танго у другій половині XIX ст.
Із дещо іншим значенням слово «танго» з'явилося в Андалузії в середині XIX ст. і позначало воно жанр музики, який ще називається танго-фламенко або андалузьке танго. У танго-фламенко, своєю чергою, прослідковуються афрокубинські (а саме абанера) та африканські впливи. Як абанера, так і танго-фламенко повпливали найбільшою мірою на виникнення танго як жанру музики.
Зрештою, враховуючи загальноприйняте використання в регіоні Ла-Плата ще з колоніальних часів виразів «танго-тамбо» разом із виразом «андалузьке танго», виникла так звана теорія подвійного проникнення, згідно з якою слово танго у XVIII-XIX сст. вживалося в цій місцевості на позначення місць, де збиралися на танці негри, а згодом, у другій половині XIX ст., воно проникло з Куби-Андалузії і цього разу позначало танець і музичний жанр.

## Історія
Історики танго визначають кілька великих стилістичних віх еволюції цього жанру, щодо родових ознак яких досягнуто загальної згоди, проте щодо хронологічних меж яких досі точаться суперечки.
На початках учені виділяють ранній — народно-анонімний етап, який розвивався в негритянських спільнотах і на берегах річки Ла-Плата («орильєра» від ісп. orilla — берег). За ним слідує етап, на якому танго сформувалося як жанр (так звана  «Стара гвардія», ісп. Guardia Vieja), набуло власної ідентичності, почало виконуватися професійними музикантами та здобуло широке суспільне та географічне розповсюдження. Період «Старої гвардії» ділиться, своєю чергою, на зародковий етап, що займає два останні десятиліття XIX ст., та етап стилістичного оформлення під час перших двох десятиліть XX ст..
На місце «Старої гвардії» прийшла «Нова гвардія» (ісп. Guardia Nueva), або «доба де Каро», під час якої танго набуває зрілості, витонченості та міжнародного поширення. Результатом цієї еволюції став так звана «Золота доба танго», що тривала протягом 40-х років XX ст. та частково впродовж наступного десятиліття.
Після золотої доби танго визначення подальших етапів розвитку стають розмитішими; починають говорити про «кризу танго», «авангардне танго» та «нове танго». У загальних рисах можна визначити дві великі епохи, що йдуть після золотої доби: перша — «п'яццолівська епоха» і друга — сучасна, яку ще можна назвати «танго-ф'южн».

## Танець

### Еволюція

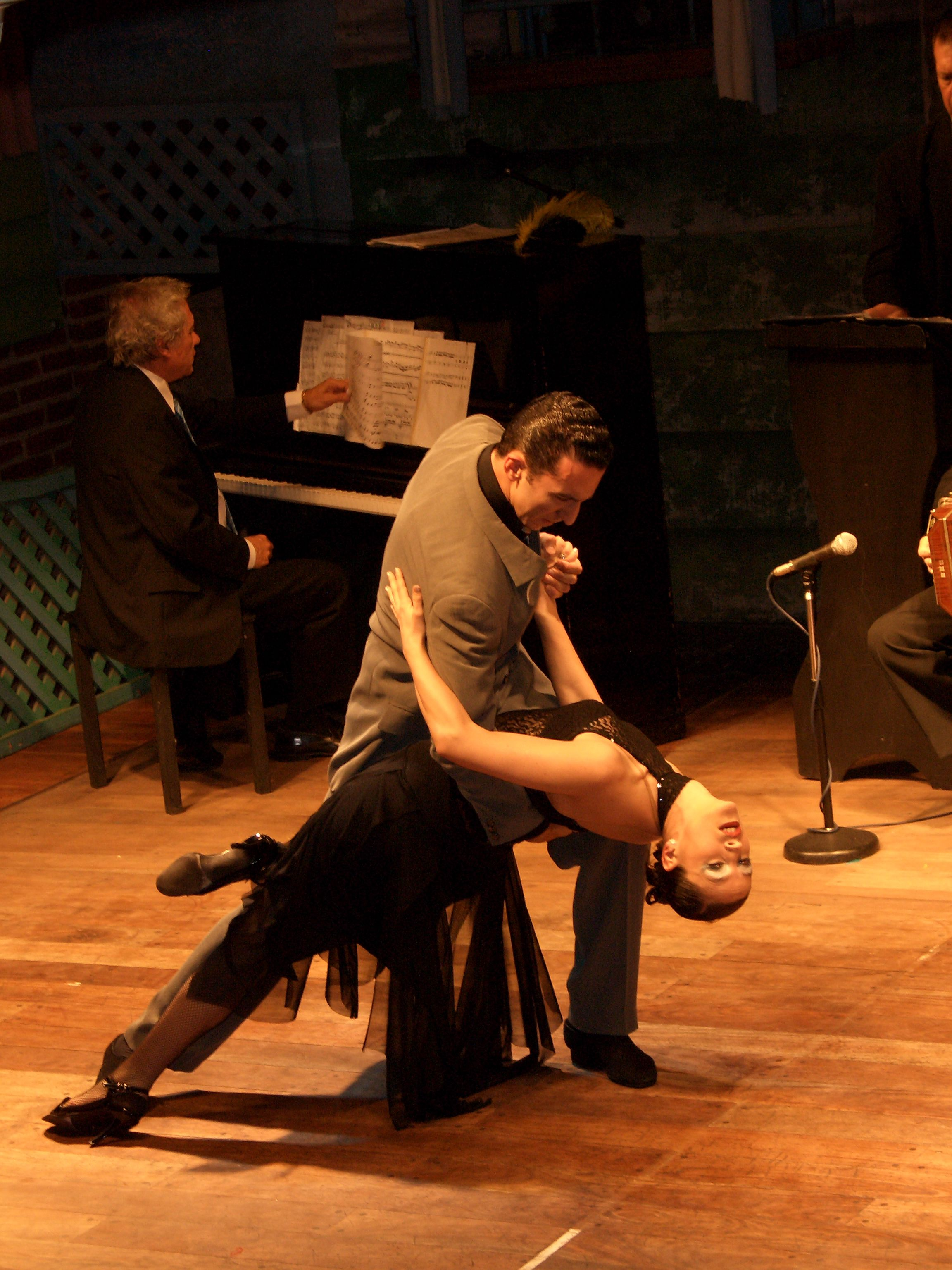
В усьому світі вираз "танцювати танго" є синонімом до слова зваблення. Танго є складним мистецтвом, витвореним із танцю.

Серед учених панує загальновизнана думка про те, що танго народилося спочатку як танець і лише потім як жанр музики. Саме танго-танець із середини XIX століття став потужним рушієм поступової трансформації музики, що акомпанувала танцю, аж поки наприкінці XIX століття вона не перетворилася на окремий жанр музичного танго.
Танго як танець починає виникати в середині століття на так званих «орильях» (ісп. берег) чи «арабалях» (ісп. околиця) міст Буенос-Айреса й Монтевідео, тобто в окраїнних районах, заселених народними масами. У цих районах — серці негритянської спільноти Ла-Плати — в часи скасування рабства і зародився танець танго у формі народного дозвілля, що відбувалося в так званих «академіях», «мілонґах», «піриґундинах» або «канделах». Учасниками цих заходів були як представники афролаплатської спільноти, що звалися «чорними» й «бурими» (неграми й мулатами), так і населення сільської місцевості, що змішувалося з іншими етнічними групами в процесі міграції до міст, утворюючи такі соціальні типи, як «чінас» (дослівно «китаянки», так називали представниць корінних етносів Америки) та «компадріто» («кум», «кумпель»); останні зіграли вирішальну роль у виникненні танго-танцю. Також в академіях та мілонґах значну частину аудиторії складали емігранти, що походили з різних країн Європи та Близького Сходу, основною мірою, італійці.
Хосе Ґобельйо пояснює, що з падінням режиму Хуана Мануеля де Росаса 1852 року афроаргентинська спільнота вже не могла вільно проводити свої паради-кандомбе на вулицях, і тому вона була змушена проводити їх у закритих приміщеннях. За таких умов танець почав видозмінюватися, об'єднуючи притаманні кандомбе«корте» й «кебради» із закритими обіймами вальсу й мазурки. Вальс став модним у Європі танцем у першій половині XIX ст. завдяки своїй новизні, яка полягала в тому, що пара танцівників рухалася в обіймах, чим спровокувала обурення в середовищі консерваторів, особливо англійських. Мазурка, де пара так само обіймалася, стала модною у 1850-х. Таке злиття стилів дало початок новим вальсам і мазуркам, що танцювалися з корте й кебрадами, і заклало хореографічні підвалини танго: пару, що танцює в тісних обіймах, камінату, корте й кебраду.
Уже у 1860-ті роки ці риси стали визначними для танцю. У Буенос-Айресі є записи, датовані 1862-им роком, у яких ідеться про затримання чотирьох чоловіків і двох жінок, які танцювали танець із корте.
Протягом наступних трьох десятиліть цей тип танцю використовувався у регіоні Ла-Плата у багатьох стилях: мазурках, польках, чоті, хабанерах, андалуських танго й мілонгах, тобто в усіх стилях, що пасували до його ритму. У ті часи «танго» називали будь-який танець, який танцювали негри. У ті часи почав зароджуватися новий музичний стиль, який ідеально відповідав особливому й чуттєвому стилю танцю . Зрештою наприкінці XIX ст. і виник цей новий жанр, який охрестили так само, як і танець — «танго».
Початкова форма танцю танго відома, як «танго-каньєнґе», танго-орильєро чи танго-арабалеро. Танго-каньєнґе отримало вигляд визначеного стилю, що характеризується корте, кебрадами, тісними обіймами та тілами, що перебувають у контакті. Цей стиль є дуже провокативним і чуттєвим.
Однак відколи танго почало покидати академії, мілонґи й піриґундини нічних арабалів, і зайняло чільне місце в салонах та публічних і сімейних середовищах, з'явився новий спосіб танцювати цей танець, який полягав у пом'якшенні найпровокативніших аспектів танго, віддаляючи тіла танцівників, але залишаючи обійми та витонченість, жертвуючи почасти корте й кебрадами чи, принаймні, найчуттєвішими фігурами. Цей стиль, що почав розвиватися у другому десятилітті XX ст отримав назву салонного танго, або танго-лісо. У салонному танго, чи то пак танго-лісо, основна увага звертається на камінату. Цей був найпопулярнішим у 1920-ті й 1950-ті роки.
У салонах не дозволялося танцювати з корте, але якщо ми це робили, нам казали:  “Пройди до каси”, а там нас або повчали, або виганяли. Називали нас компадріто.— Петролео (Карлос Естевес)
Майже відразу ж із виникненням салонного танго як народної розваги, виникло сценічне танго, яке танцювали професіонали, зосереджуючись на видовищності процесу. У сценічному танго використовуються набагато сміливіші й вільніші хореографічні елементи, часто запозичені з інших танців або фізичних дисциплін, як от стрибки чи фігури за участі кожного танцюриста окремо, чого не допускалося в салонному танго чи каньєнґе.
У Буенос-Айресі 1960-х танго практично перестало танцюватися. Залишилися лише поодинокі мілонґи. Проте у 1980-ті танго отримало новий імпульс завдяки спектаклю Клаудіо Сеґовії та Ектора Ореццолі «Аргентинське танго», поставленого спочатку Парижі, а потім на Бродвеї, спровокувавши манію танго по всьому світу. Скрізь почали відкриватися академії, а люди з усіх куточків світу почали мандрувати у пошуках місць, де можна було б станцювати цей танок, перш за все до Буенос-Айреса, завдяки чому це місто перетворилося на Столицю танго.
З 2003 року в Буенос-Айресі щорічно проводиться Всесвітній танцювальний чемпіонат із танго, в якому пари змагаються у двох категоріях, — «сценічне танго» і «салонне танго».
Серед найвідоміших танцюристів і танцюристок в історії танго варто відзначити Педріна де Сан-Тельмо, Качафаса (Овідіо Б'янкета), Касіміро «Баска» Аїна, що виступив перед Папою Римським 1924 року, Петролео (Карлоса Естевеса), Хорхе «Баска» Орраде, Качо Лавандіну, Антоніо Тодаро, Віруласо (Хорхе Оркайсаґірре), Лос Дінсель, Хуана Карлоса Копеса і Марію Ньєвес.

### Хореографія

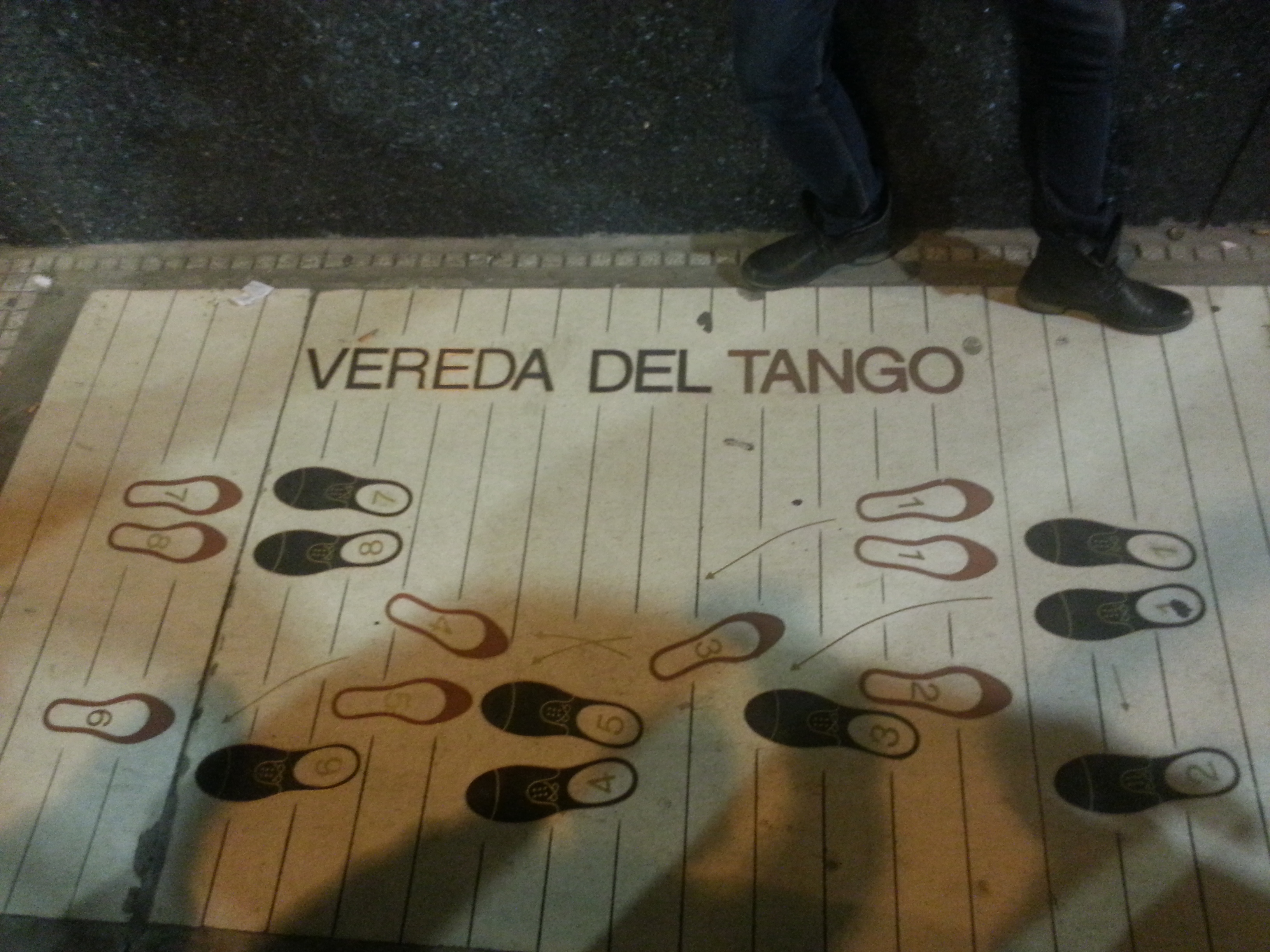
Діаграма кроків танго на тротуарі в Буенос-Айресі

Хореографія танго заснована на чотирьох базових компонентах: тісних обіймах, камінаті, корте й кебраді; ці два останні класичні терміни становлять основу імпровізації та хореографічних фігур, які прикрашають танець, і які позначають загальним поняттям «фірулете» (дослівно «дешева яскрава оздоба», «кітч»). Однак, передусім, танго потрібно танцювати у вигляді мови тіла, через яку партнери передають свої особисті почуття.
Кажуть, що танго танцюється «дослухаючись до тіла іншого». У танго танцівники повинні не роз'єднуючись реалізовувати розбіжні для кожного фігури, паузи й імпровізовані рухи, що звуться «корте, кебради й фірулете». Саме обійми ускладнюють поєднання імпровізацій кожного з партнерів у рамках спільної хореографії.
В одному зі стилів танго, аргентинському танго, втілюється диво поєднання фігури в єдиний зв'язок... Саме в цьому полягає секрет його успіху, саме це є головною інновацією, яку воно пропонує світу.
Аргентинська письменниця Алісія Духовне Ортіс описала його так: «Квола і жвава двоголова потвора, чотирилапе чудовисько, що живе поки лунає пісня і падає замертво, вбите останнім рухом».
Хореографія, що базується на обіймах партнерів, є надзвичайно чуттєвою і складною. Складність кроків полягає не в експресивності чи в намаганні передати ними щось під час танцю. Тут ідеться про вираження повноцінної чуттєвості, а не сексуальності, і першочерговими стають аж ніяк не кроки самі собою, чи ті фігури, які витворюють ними танцюристи. Ідеальні техніка й синхронність не мають жодного сенсу, якщо обличчя танцівників не виражають почуттів. У танго єдине все — погляди, руки, долоні, кожен рух тіла, що рухається в такт танго, супроводжуючи те, що переживає пара під час танцю: трихвилинний роман між двома особами, які скоріш за все щойно познайомилися, і які, напевно, не матимуть любовних стосунків у реальному житті.
Танго проникає всередину й досягає сердець тих, хто споглядає за танцівниками, завдяки тим почуттям, які вони вкладають у танець і якість їхньої хореографії. Кожна строфа, кожен пасаж, кожне танго сповнені неповторних моментів, неможливо танцювати танго, слідуючи одній і тій же моделі поведінки для всієї мелодії. Є сумні, веселі, пристрасні чи ейфорійні каданси, тихі або грандіозні фінали, музика in-crescendo чи in-diminuendo — все це лише виражає почуття, які танцівники переносять на свої ноги та все тіло.

### Кроки
Танго великою мірою є імпровізованим танцем, тому там не дуже важлива правильна послідовність кроків, як зв'язок між партнерами і комфортне, ефективне та музикальне виконання кожного кроку. Більшість фігур в аргентинському танго є різними варіаціями звичайних кроків, які названі іспанськими словами. Різноманіття створюється за допомогою зміни напряму кроку (вперед, назад, вліво, вправо), крокування з поворотом, крок на різні відстані і з різною швидкістю, перерваний крок.

#### Каміната

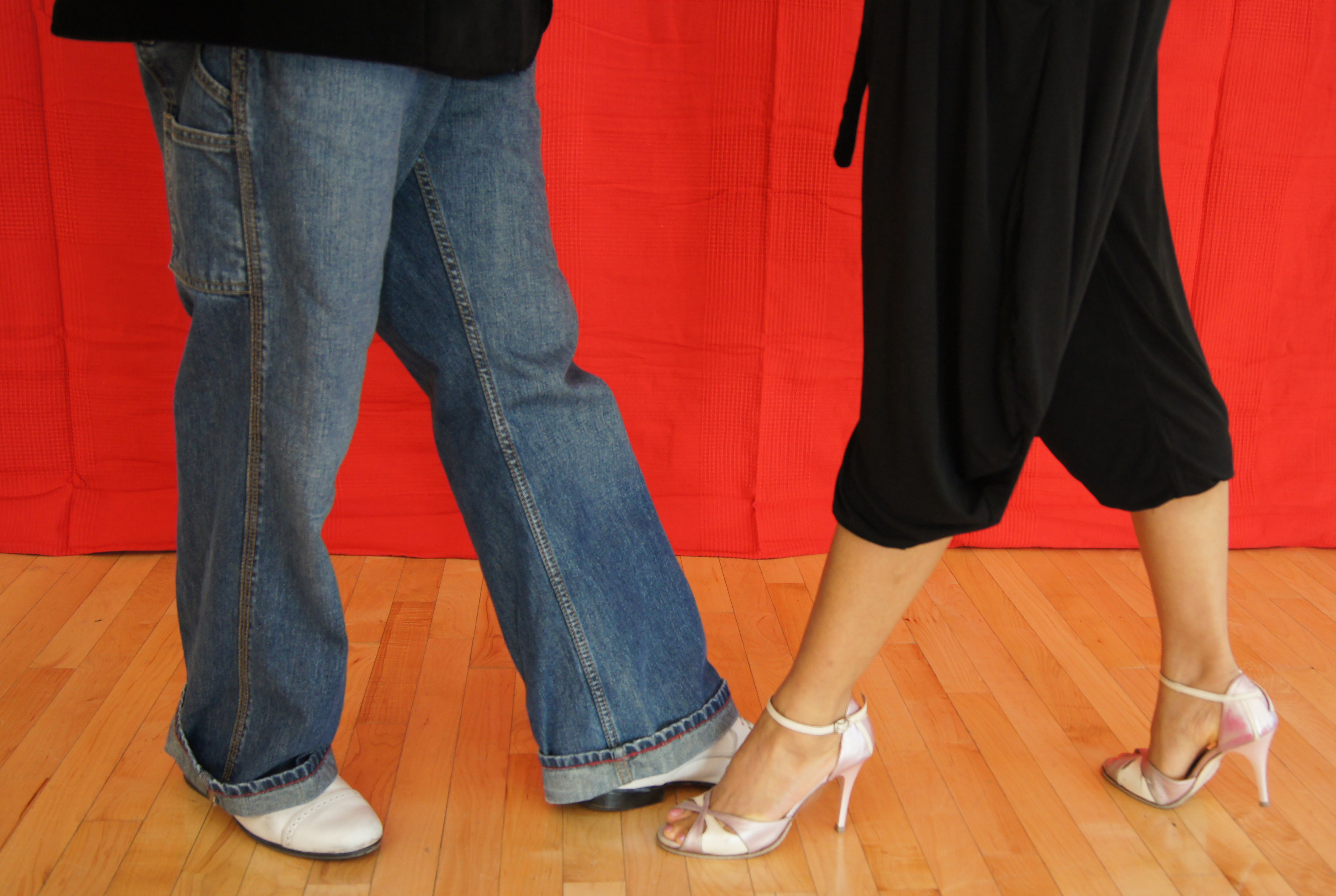
Паралельна система

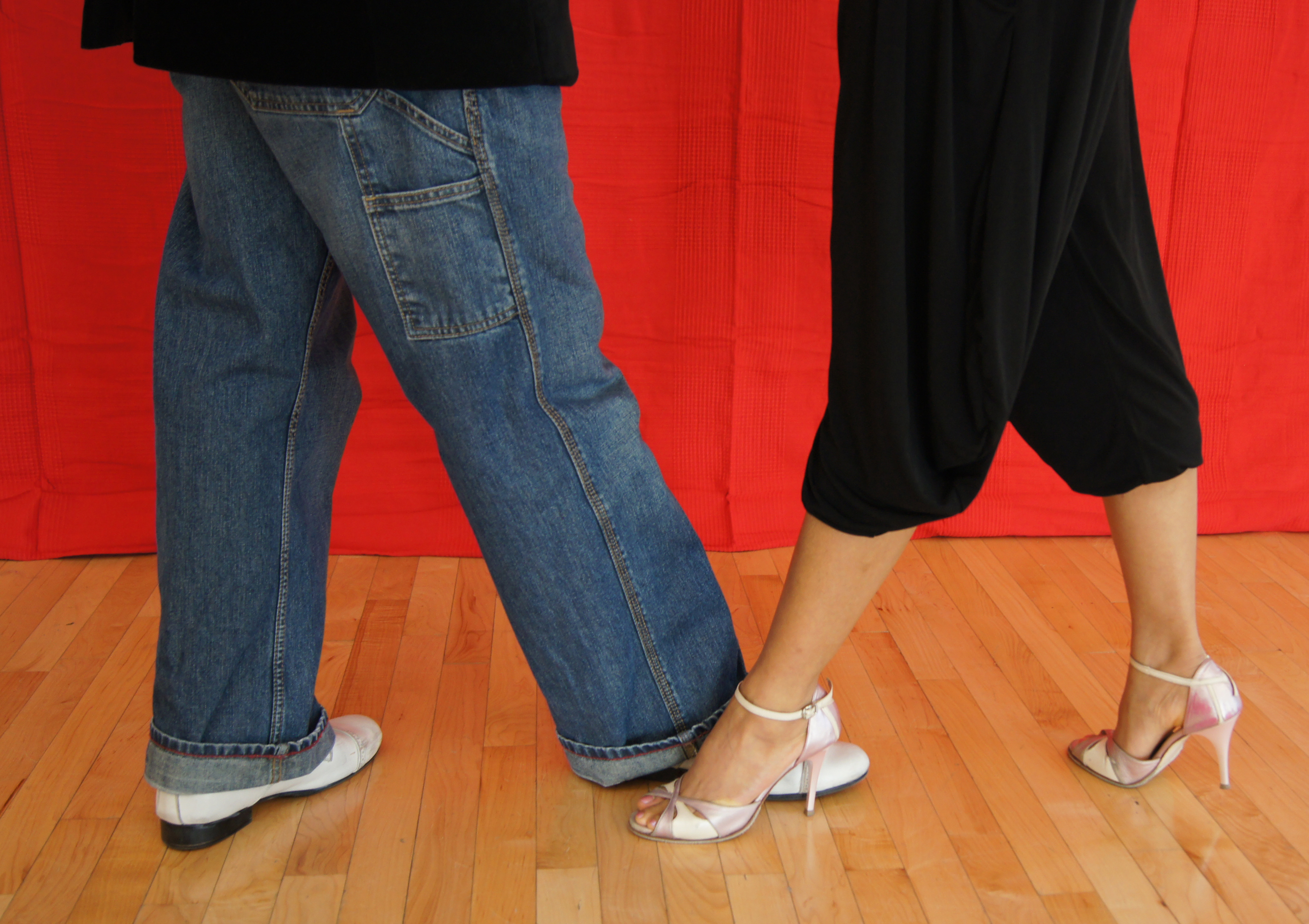
Перехресна система

Більшість часу протягом танцю партнери синхронно рухаються по танцполу.
Ходьба (англ. caminada) двох партнерів в танго може відбуватись в паралельній (ісп. Sistema paralelo) і перехресній (ісп. cruzado) системах. При русі в паралельній системі, коли ліва нога одного партнера йде вперед, права нога іншого йде назад. Ліва назад — права назад. Тобто партнери ходять різними ногами. У перехресній — навпаки. Коли ліва нога одного партнера йде вперед, ліва нога іншого — назад. Якщо один партнер ходить правою — інший теж правою.
Для того щоб перейти з однієї системи в іншу, ведучий партнер повинен перемістити свою вагу з ноги на ногу, не переміщаючи вагу веденого партнера. Або навпаки, перемістити вагу партнера. Для цього треба зробити на непарну кількість кроків менше чи більше за партнера. Таке переміщення можуть називати ісп. contrapaso. Цим словом, щоправда, також називається крок, коли одна нога заходить за іншу (наприклад крок правою вперед, ліва заходить за праву, вага швидко і непомітно для партнерки переміщується з правої ноги на ліву, права знову йде вперед), що теж призводить до зміни паралельної системи на перехресну і навпаки.

#### Інше
- Baldosa, бальдоса (ісп. плитка) — «квадрат»: правою назад, вліво, два вперед, вправо, перенести вагу[32].

#### Ігри ногами

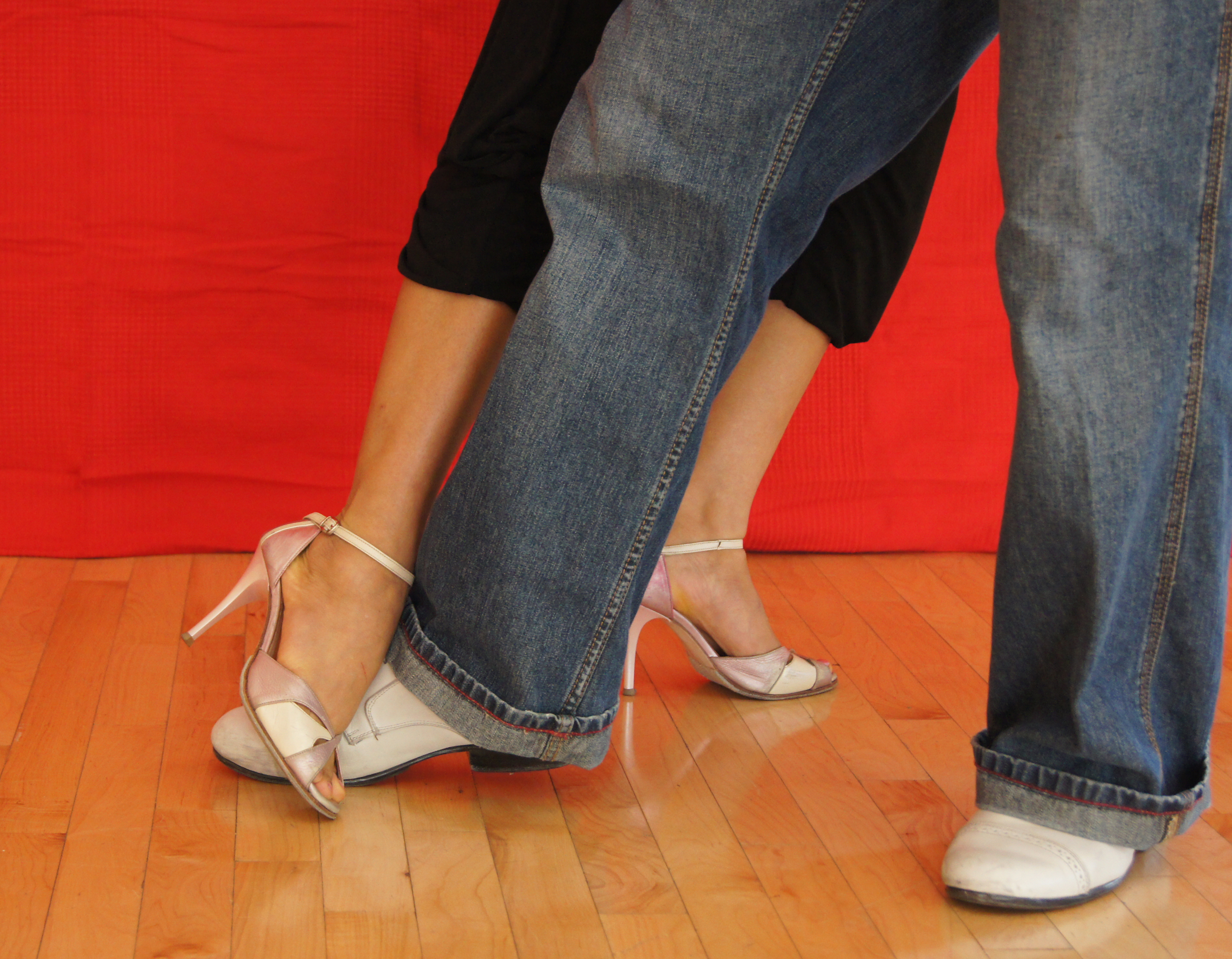

Barrida (підмітати) або arrastre — це коли партнер своєю вільною ногою відсуває вільну ногу партнерки.

### Гендерні ролі
У традиційних парах чоловік-жінка гендерні ролі є сексуально визначеними. Це означає, що у парі саме чоловік створює і веде танець, а жінка за ним слідує, хоча й використовуючи окрему хореографію. Цей традиційний розподіл гендерних ролей у танго, утім, визначається не менш традиційною звичкою танцювати танго між чоловіками.
У хореографії танго дозволяється, щоб час від часу й жінка «визначала» кроки чоловіка. Карменсіта Родріґес, партнерка легендарного Качафаса, згадувала, що коли їй здавалося, що варто було провести кориду (коротку ритмічну пробіжку вперед), вона вказувала на це своєму товаришеві, якщо він не починав її раніше.
Наприкінці 2000 року в Німеччині виник рух, що назвав себе квір-танго, суть якого полягала в тому, щоб танцювати танго без визначених статевих ролей танцівників. Тому для цього танцю звичними є одностатеві пари танцюристів та постійні зміни ролей ведучого та того, кого ведуть. З Німеччини цей рух розповсюдився іншими країнами світу, за підтримки ЛГБТ-організацій (лезбійки, геї, бісексуали, трансгендери). Фестивалі квір-танго проводяться в Німеччині, Данії, Швеції та США.

## Теми

### Арабаль
Танго є мистецтвом околиць, «арабалів», його сутність є нерозривною із сутністю народу. Важливо розрізняти слова suburio (передмістя) та arrabal (арабаль), які в сучасній іспанській мові є синонімами. Арабаль — слово арабського походження, яке означало «місцевість поза мурами»; таке визначення якнайкраще пасувало місту Монтевідео, що було оточене мурами. Танго виникає та розвивається у робітничих районах, що оточували ла-платські міста, — в арабалях. Вони стали музою-натхненницею для цього жанру, місцем твоєї належності, яке неможна ні покидати, ні зраджувати, ні забувати. Танґеро (людина, що виконує танго) є передусім людиною з «району». У мові танго арабаль і центр є двома протилежними полюсами: арабаль, що міцно пов'язаний із друзями та «старовиною», виражає все справжнє та непідробне, тимчасом, як центр зазвичай означає минуще, «вогні», що засліплюють, поразку.
Відчуття належності до арабалю дало танго поштовх до розвитку культур району, до надання їм особистості. У Буенос-Айресі й Монтевідео танго невід'ємно пов'язане з ідентичністю околиць. Місто танго — це місто, що живе з арабалю.
Ось деякі танго, де центральним мотивом є арабаль Mi Buenos Aires querido (Ле-Пера), Cafetín de Buenos Aires (Діссеполо), Barrio de tango (Кастильйо), A media luz (Карлос Сесар Ленці), Yo soy la morocha (Вільйольдо), Balada para un loco (Феррер), Sur (Омеро Манці).

### Розпач
Любовний розпач є однією з центральних тем танго, проте не на сто відсотків. Либонь найбільшу увагу привертає саме форма, завдяки якій у танго виражається любовний розпач, тобто той контраст «суворого», емоційно скутого чоловіка-мачо, який розкриває себе завдяки словам у танго, демонструючи свою нижчість та глибину свого страждання. У танго чоловіки плачуть і говорять про свої почуття, оскільки реальний світ не дозволяє їм плакати чи показувати емоції.
Ось деякі танго, що своїми темами пов'язані з любовним розпачем: Mano a mano (Сеедоніо Флорес), Uno (Діссеполо), Nostalgia (Кадікамо), Esta noche me emborracho (Діссеполо), Amargura (Альфредо Ле-Пера).

### Сексуальна жага і сум
Сексуальна жага, сублімована чуттєвістю, сумом і меланхолією, спричиненою постійним відчуттям невдоволення, є стрижневими компонентами танго. Колись це почуття народжувалося через важке становище мільйонів іммігрантів-робітників, переважно чоловіків, які почувалися самотніми на чужій землі, тому часто навідувалися до будинків розпусти, де кохання за гроші ще дужче підсилювало в них «ностальгію за єднанням і коханням, ностальгію за жінкою» і засвідчувало їхню самоту. Танго, власне, і виникло як масова й популярна «еротична досада», що призвела до такої ж масової й популярної внутрішньої рефлексії про кохання, секс, відчай і врешті про сенс життя і смерть простої людини.
У XX столітті разом зі зростанням важливості сексуальності та самоаналізу, а також менш оптимістичним та екзистенційним поглядом на життя, у танго почали розвиватися базові елементи, що в мистецькій формі виражали проблематику сучасної людини. Ернесто Сабато гадає, що саме поєднання в танго виразно екзистенційних компонентів метафізичного характеру робить цей танець або музику винятковими в цілому світі.

### Гендерне питання
Загалом усі погоджуються з тим, що танго, особливо раннє, є мачистським жанром. У багатьох танго оспівується гендерне насильство, ба навіть жінковбивство, до якого ставляться з гумором або виправданням («Amablemente», «La biaba», «La toalla mojada», «Cuando me entrés a fallar», «Confesión», «Tortazos»). Ця риса не є винятково притаманною танго, вона так само присутня в усіх жанрах мистецтва та засобах масової інформації. Такі фрази, як «Танго — це справа чоловіків» чи «танго — для мачо» виникли з метою виправдання гендерної нерівності, притаманній значній частині світу танго.
Говорячи про жінок, однією з традиційних тем танго є тема із «Мілонґіти», у якій ідеться про молодих дівчат, які брали участь в нічному житті та проявляли сексуальну свободу, і щодо яких застосовували негативні оцінки, як от «та, що збила мене зі шляху», чи вирази «дівка» (ісп. «mina») «я в житті мав дівок багато, але жінки не мав, на жаль...» — «en mi vida tuve muchas minas pero nunca una mujer»), «розпусниця» чи асоціювали зі світом «пороків» («Fangal», «Esta noche me emborracho», «Flor de fango», «La costurerita que dio aquel mal paso»). Поза тим, багато компонентів танго суперечать мачизму, як от танець у тісних обіймах чи неприхований вияв емоцій чоловіка.
В одному зі своїх інтерв'ю танго-гурт Boquitas Pintadas, що складається винятково з жінок, розповів таке:
|  | -П: Чи є танго світом мачо? -BP: Танго народилося в мачистському суспільстві, але суспільство помалу змінює ці реалії, і зрозуміло, що це знаходить свій відголос у музиці. Всі ми знаємо, що раніше не існувало оркестрів, у яких грали жінки, за винятком поодиноких й екзотичних «оркестрів сеньйорит». -П: Чи відбулися, на вашу думку, якісь зміни за останні роки? -BP: Так, безумовно. На щастя, і це я кажу з певним відтінком меланхолійності, відчувається, що ці персонажі, яких називають «істинні танґеро», і які нас чимало забавляли, навчаючи «солі» танго, поступово зникають. Якби не було мачизму, не було б танго як такого. Не існувало б стількох текстів, стількох танцювальних кодів, які лише збагачували цей стиль. Нинішній період є досить цікавим, бо в ньому змішуються чуттєвість, з якою чоловік домінує у танці, та використання нових музичних стилів і свобод сучасної доби. Нам дуже подобається дивитися, як жінки в мілонгах танцюють у парах, і це нікого не дивує. Ми не відчуваємо жодних перешкод у тому, щоб жити танго і бути жінками. -П: Як ви, власне, живете танго? -BP: Дуже класно, іноді ми стикаємося з особами, які все ще вважають, що, буцімто, жінка не може бути професійним музикантом; а коли вони нас чують, то видають типову фразу, яку ми вже зустрічали безліч разів: «Ти диви, жінки, а як гарно грають», «Яка сила», «Закриваю очі і наче чоловіки» (сміються). На щастя, ми ставимося до цього з гумором! |

### Плин часу
Роздуми про час є надзвичайно особливою ознакою текстів танго, мабуть навіть важливішою за любовний розпач. Практично у всіх танго із безжальністю розкривається руйнівний вплив часу на стосунки, речі й саме життя. Але передусім, поет-танґеро виражає своє безсилля перед «жорстокою помстою часу» і висловлює «біль від не існування».
Ось танго, що тематично пов'язані з плином часу: Volver (Ле-Пера), Caminito (Коріа Пеньялося), El corazón al sur (Еладіа Бласкес), Tinta roja (Катуло Кастильйо).

### Інші теми
- Кохання: El día que me quieras і Amores de estudiante (Ле-Пера), Los mareados і De todo te olvidas (cabeza de novia) Кадікамо
- Смерть: Sus ojos se cerraron (Ле-Пера), Adiós muchachos (Сесар Вельдані), Adiós Nonino (Астор П'яццолла).
- Соціальна проблематика: Cambalache (Діссеполо), Que vachaché (Діссеполо), ¿Dónde hay un mango, viejo Gómez? (Іво Пелай), Chiquilín de Bachín (Феррер), Bronca (Баттистелла).
- Танго: Malena (Манці), Che, bandoneón (Манці), El firulete (Родольфо Табоада), La canción de Buenos Aires (Ромеро), Así se baila el tango (Марвіль), Pa' que bailen los muchachos (Кадікамо), Siga el baile (Карлос Ворен), Che, papusa, oí (Кадікамо), La última curda (Кастильйо).

### Поезія танго
Також існує поезія та проза танго, що твориться безвідносно до пісень. Серед авторів такої літератури варто відзначити Хуліана Сентею, Селедоніо Флореса, Еваристо Карр'єґо, Атиліо Хорхе Кастельподжі, Карлоса де-ла-Пуа, Мартіну Іньїґес, Орландо Маріо Пунці, Хуана Карлоса Ламадрида, Луїса Лукі, Ектора Ґальїґарді та ін. Сам Хорхе Луїс Борхес є автором творів, які можна назвати танговими, наприклад вірш «Хасінто Чіклана» чи оповідання «Чоловік з рожевого рогу». Також сюди варто включити поета Хуана Хельмана, якому належить фраза «танго — це спосіб розмовляти».

## Музика
Танго притаманний такт 4/4 (незважаючи на те, що його називають «два через чотири») та бінарна форма (тема і приспів).
Хорхе Луїс Борхес відзначав, що танго настільки тісно пов'язане зі світом Ла-Плати, що коли якийсь композитор із іншої частини світу намагається написати танго, то «він, не без подиву, виявляє, що створив щось, що наші вуха не ладні розпізнати, наша пам'ять не ладна втримати, а тіло відмовляється прийняти». Ця неймовірна вкоріненість танго, що накладається на ритм і музикальність ла-платської мови, є надзвичайно помітною.
Одна з найперших і найбільш визначних ознак музики танго — це виключення мідних духових і ударних інструментів, яке позбавляло жанр різкості і створювало інтимне й тепле звучання, здатне передавати чуттєвість.
Демонструючи тривалу популярність танго-музики, сьогодні кілька міжнародних радіостанцій транслюють танго-музику безперервно.

### Аранжування

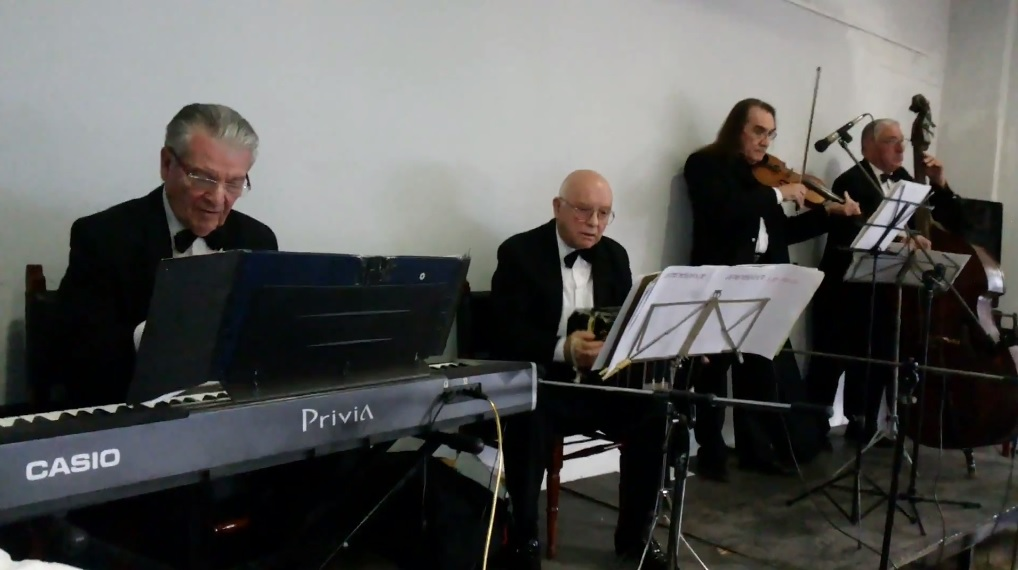
Оркестр танго в танґерії Кільмес (у великому Буенос-Айресі).

Класичне аранжування танго передбачає наявність «типового оркестру» або секстету, в якому головна роль відведена бандонеону.
Дехто каже, що «бандонеон і танго — це одне й те саме». Цей інструмент німецького походження почав використовуватися музикантами танго на початку XX на заміну флейті й завдяки йому танго отримало свій неповторний звук. Катуло Кастильйо стверджує, що «…бандонеон надав танго чітке звучання журби, його схильність до плачу й повчання».
Завдяки бандонеону сформувалася остаточна складна форма танго, яка передбачає виконання мелодії на водночас ритмічній і гармонійній основі.
Ця мелодико-ритмо-гармонійна складність підсилилася з часом завдяки появі фортепіано, що прийшло на зміну гітарі, та питомо танговій техніці виконання, заснованій на ритмічній перкусії. Таким чином, інструментальна основа складається з бандонеону, фортепіано, скрипки і контрабаса (або гітари).
На основі цих інструментів, власне, і формується типовий оркестр танго, який був винайдений Хуліо де-Каро у 1920-х, і який являв собою секстет у такій конфігурації: фортепіано, два бандонеони, дві скрипки і контрабас. Власне оркестр танго (у первинному значенні) базується на тій самій схемі із додаванням бандонеонів, віолончелей й альтів.
Сучасному танго притаманний напрямок, що передбачає п'єси в сольному інструментальному виконанні. Для цього існують сучасні обробки та більш професійні аранжування для гітари, фортепіано, баяну, що робить популярним його в 21 сторіччі.

## Тексти

### Історія
Танго виникло як інструментальна музика, призначена винятково для того, щоб під неї танцювали. З часом у ній з'явився спів, майже завжди сольний, часом дуетний, без хору, але з чітко визначеним поділом між інструментальними й вокальними стилями.
Протягом перших десятиліть XX століття радіо не існувало, а кінематограф був німим, тож найпопулярнішим мистецтвом був театр. Паскуаль Контурзі, Селедоніо Флорес, Енріке Сантос Діссеполо, Омеро Манці, серед інших, були людьми театру й авторами текстів для театральних творів, часом писаних лунфардо. Відтак, можна логічно стверджувати про те, що співана складова танго була натхненна театром, і отже її можна порівняти з драматичним твором: співець танго розповідає свою драму. Цьому слід завдячувати не в останню чергу Карлосу Ґарделю, який виконував і творив мелодії, на які накладалися вірші, що якнайкраще описують страждання мешканця великого міста, його персонажів, його мову, його місця й ідіосинкразію, й, передовсім, дух його людей.
Письменник Хорхе Луїс Борхес любив казати, що йому не подобається слухати Ґарделя, бо він примушував буенос-айресців плакати через свої танго. Карлос Ґардель був надзвичайно харизматичною й веселою людиною, але зі схильністю до депресії. Скромний і стриманий, він радше погоджувався з чиєюсь думкою, аніж сперечався. Залежний від власних імпульсів, він відчував невситиму потребу донести танго світові. У піснях танго можна віднайти чимало рис його особистості. Хосе Раццано казав, що часто бачив його меланхолійно задумливим, наче поринулим у глибоку тугу.
Тангова поезія характеризується неабиякою складністю: вона послуговується філософськими метафорами й рефлексіями, і водночас є надзвичайно народною, зачіпаючи, в першу чергу, найнужденніші щаблі населення. Такі образи, як «загадка прощання, яка посіялася в потязі», використаний Омеро Манці в Barrio de tango (1942), або «сніги часу, що посріблили мою скроню» Карлоса Ґарделя у Volver (1935), або «твоя чудесна суміш всезнайств і самогубств» Енріке Сантоса Діссеполо в Cafetín de Buenos Aires (1948), або «червона фарба у сірості вчорашнього дня», який Катуло Кастильйо вжив у Tinta roja (1941), свідчать про високу поетичну майстерність і водночас про неймовірну популярність, яка тривала роками.

### Мова
За основу слів танго взяте місцеве арго, яке називається лунфардо. Тематикою пісень є журба, особливо щодо «речей, які стосуються кохання».
Попри те, що танго можна співати, вживаючи більшу чи меншу кількість слів із лунфардо, саме звучність і гоноровість цього ла-платського діалекту є його визначальною рисою. Лунфардо це не просто арго, яке має у своєму арсеналі більше сотні власних слів, це така собі «мовна поза», дещо перебільшена форма спілкування (відома не лише за «ковтання» кінцевих звуків [s]), за якою в усьому світі впізнають аргентинців й уругвайців, ¬ мешканців обох берегів Ла-Плати. Танго є «маргіналом», тому що й лунфардо є «маргіналом», інакше кажучи, йдеться про те, що цей музичний стиль був створений на основі народної говірки, адже лунфардо — це мова передмість, арабалів.
Як у жодному іншому місці, лунфардо виражає всю ту емігрантську різноманітність, якою славилися ла-платські міста. Лунфардо виникло у XIX столітті у середовищі італійських емігрантів, які, як у випадку міста Монтевідео, становили чи не половину всіх мешканців міст. Утім, на лунфардо справили вплив слова з інших мов і говірок, зокрема сицилійських, африканських, італійських, аймарських, арауканських, єврейських, цигансько-іспанських, галісійських, кечуанських, арабських, ґуаранійських, польських, португальських, англійських, які перемішувалися між собою у повсякденному мовленні, втрачаючи зв'язки зі своїми початковими мовами.
Від початку свого існування й до сьогодні лунфардо є приховано-метафоричною мовою, створений завдяки високій динаміці серед тюремного світу, молоді й робітничого класу. Іншими слова, як казав Хосе Ґобельйо, — це «лексичні пустощі, щось на зразок хитруватого підморгування, яке мовлення робить мові».
У деякі моменти своєї історії лунфардо зазнавало переслідувань у Ла-Платі і ставилося під сумнів академіками Іспанської королівської академії. У 1930-ті і 1940-ві, цензори часто правили слова танго, які містили лунфардо. Через це такі танго, як «Mano a mano» й «Los mareados» були переписані заново. У роки диктатури Хуана Карлоса Онґанії (1966-1970), лунфардо взагалі зникло з танго й народної музики. 1969 року Алехандро Доліна вжив слово «bulín» у своєму творі «Fantasmas de Belgrano», а Орасіо Феррер на початку своєї знаменитої «Balada para un loco» вжив вигук чистісіньким лунфардо: «Ya sé que estoy piantao, piantao, piantao...». Відтоді, навіть попри спроби «упристойнити» народну культуру в часи диктатури, запровадженої 1976 року, лунфардо переживає друге народження.
У XXI-му столітті лунфардо є цілком живим, ним користуються нові покоління мовців, доповнюючи та видозмінюючи його. Деякі мовознавці, як от Маттео Бартолі, стверджують, що термін «лунфардо» походить від італійського діалектизму «lumbardo» (lombardo, тобто мешканець північноіталійського регіону Ломбардії). З часом лунфардо витіснив коколіче (італо-іспанський піджин, яким розмовляли мігранти з Італії), в основному через те, що в Буенос-Айресі другої половині XX ст. майже не лишилося емігрантів, які б його знали. Багато зі слів коколіче сьогодні можна зустріти в сучасному лунфардо.
Ось деякі приклади слів лунфардо, що походять із італійської мови та зокрема її ломбардського діалекту:
- «Fiaca» (fiacca — італ. «слабкість») — неохота, лінощі;
- «Mufa» (у деяких діалектах «moho») — відраза; невдача;
- «Gamba» (італ. «нога») — той, хто допомагає, чи має добрі наміри; також так називають сто песо, бо вони «допомагають»;
- «Gambetear» — ухилятися («обмотувати» у футболі);
- «Minga» (з ломбардського діалекту) — нічого;
- «Yeta» (від італ. iettatura) — невдача, неталан;
- «Yira» або «yiro» (від італ. girare — крутити, обертати) — вулична повія;
- «Atenti» (італ. «уважні») — увага;
- «Salute» (італ. «здоров'я);
- «Cuore» (італ. «серце) — якщо хтось каже, що любить тебе всім «cuore» («te quiero de cuore»), то він або вона любить тебе всім серцем.

Такі слова, як afano, boludo, bardo, bondi, cana, chabón, che, chorro, escabiar, junar, mina, morfi, pibe, rajar, rea, yuta, manyar, lastrar, pilcha вживаються у повсякденному мовленні у регіоні Ла-Плати, як в Уругваї, так і в Аргентині.

## У кінематографії

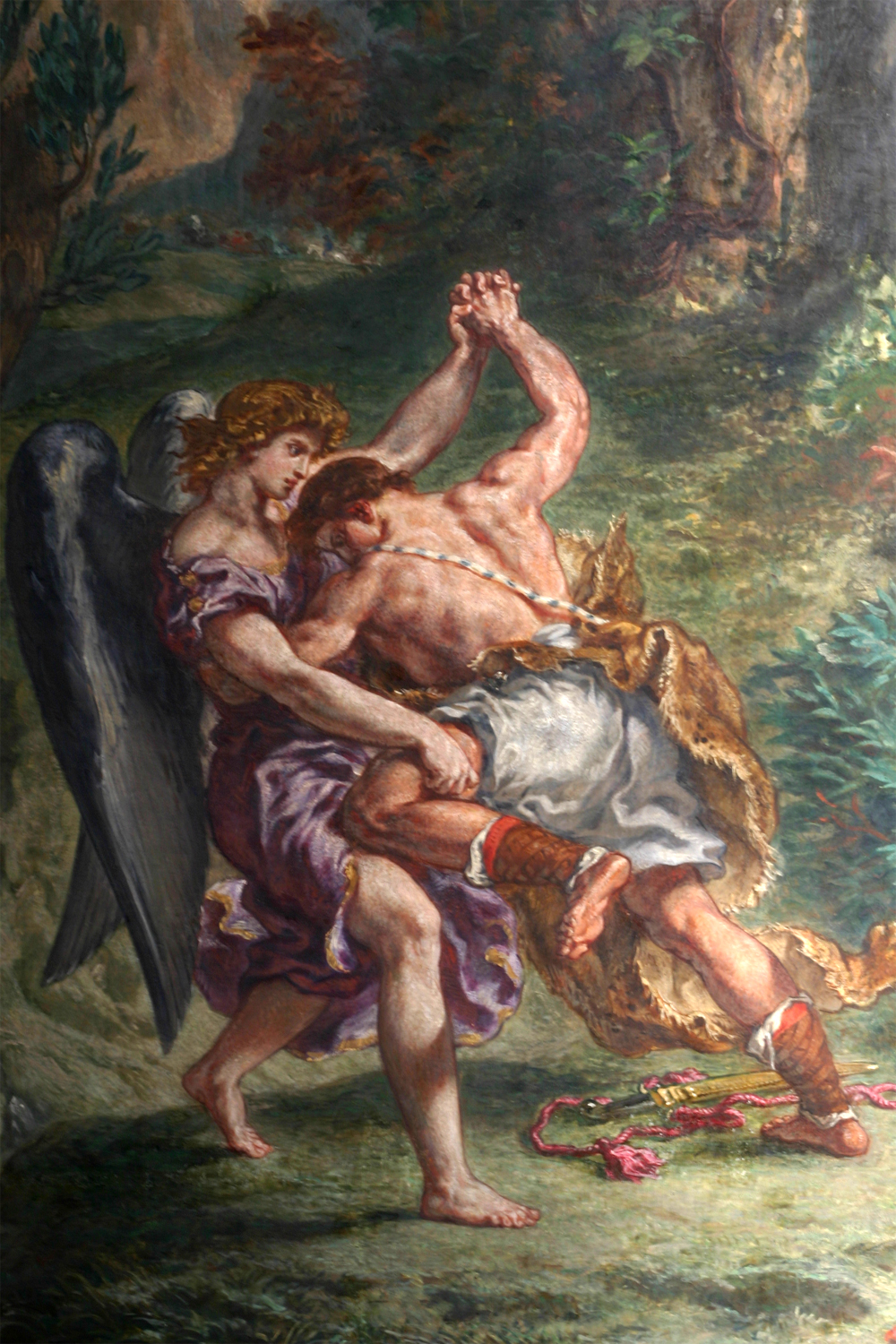
"Яків бореться з ангелом", Ежена Делакруа який режисер Саллі Поттер використала як символ цього танцю в фільмі Урок Танго

Танго є однією з головних тем в наступних фільмах:
- Урок Танго[en] 1997, з Саллі Поттер та Пабло Вероном в головних ролях. Режисер — Саллі Поттер.
- Танго[en] 1998, режисер Карлос Саура
- Вбивче танго[en] 2000, режисер та актор Роберт Дюваль[65]. В фільмі також знімались танцюристи Пабло Верон та Джеральдін Рохас[66]
- Мілонга (2011) — короткометражна драма італійського режисера Марко Калвізе.[67][68] У фільмі відсутні діалоги, всі стосунки персонажів передані через музику і танець.
- Tango libre[en] (2012). В ролях Франсуа Дам'єн, Сержі Лопес, а також Маріано Фрумболі[en]

Танго з'являється в сценах наступних фільмів:

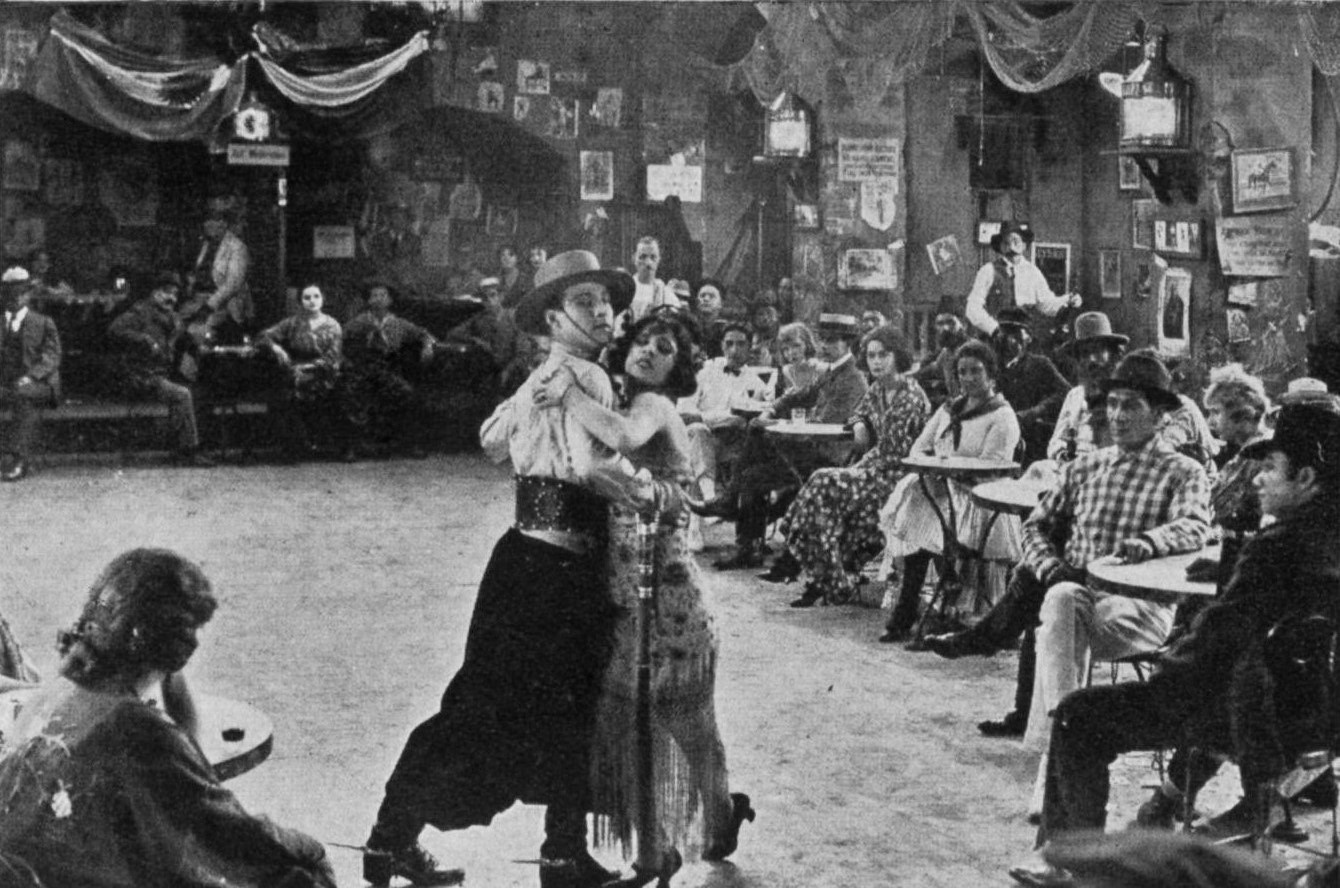
Герой Рудольфа Валентіно танцує танго в фільмі Чотири вершники Апокаліпсису

- Плуг який зламав Рівнини[en] (1936)
- Чотири вершники Апокаліпсису (1921) з Рудольфом Валентіно та Беатріс Домінґез[69]. Сцена танго в цьому фільмі спричинила вибух популярності цього танцю серед широких мас в США.[70]
- L'amore in città[en] (1953)
- Конформіст (1970). В ролях Жан-Луї Трентіньян та Домінік Санда, режисер Бернардо Бертолуччі
- Останнє танго в Парижі (1972). В ролях Марлон Брандо та Марія Шнайдер, режисер Бернардо Бертолуччі
- The World's Greatest Lover[en] (1977). Режисер і виконавець головної ролі — Джин Вайлдер.
- Смерть на Нілі
- Ніколи не кажи ніколи (1983). В ролях Шон Коннері та Кім Бейсінгер. Режисер Ірвін Кершнер
- Голе танго[en] (1990) В ролях Вінсент Д'Онофріо та Матильда Мей[en]. Режисер Леонард Шрадер[en]
- Танго смерті (1991), під час початкових титрів жінка танцює з чоловіком в образі смерті
- Запах жінки (1992) Аль Пачіно в ролі сліпого полковника танцює танго з Габріель Анвар[en][71]
- Тільки в танцювальній залі (1992), режисер Баз Лурманн
- Цінності сімейки Адамсів (1993), Рауль Хуліа та Анжеліка Г'юстон танцюють танго настільки пристрасне, що запалюють підлогу і змушують вистрілити корки в пляшках шампанського.
- Список Шиндлера (1993), містить сцену в кафе де публіка танцює під Por una cabeza.
- Правдива брехня (1994). В ролях Арнольд Шварценеггер, Джеймі Лі Кертіс та Тіа Каррере. Режисер Джеймс Кемерон.
- Евіта (1996). В ролях Мадонна та Антоніо Бандерас, танцюють бальне танго.
- Щасливі разом (1997), режисер Вонг Карвай
- Мулен Руж! (2001) з Еваном МакГрегором
- Чигако (2002) режисера Роба Маршалла, включає в себе епізод "Cell block tango" (танго блоку камер). В ролях Рене Зеллвегер, Кетрін Зета-Джонс, Річард Гір
- Фріда (2002) Сальма Гайєк та Ешлі Джад танцюють під танго "Alcoba Azul" у виконанні Ліли Даунс[72]
- Потанцюймо? (2004). В ролях Річард Гір, Дженніфер Лопес та Сьюзен Серендон.
- Богема[en] (2005) режисера Кріса Коламбуса. Ентоні Репп та Трейсі Томс виконують танго під пісню "Tango:Maureen" щоб виразити свої почуття до нерозбірливої дівчини з якою вони обоє зустрічались.
- Mad Hot Ballroom[en] (2005) — документальний фільм
- Кохання та інші катастрофи (2006) з Бріттані Мерфі та Сантьяго Кабрерою
- Тримай ритм (2006) містить сцену бального танго з Антоніо Бандерасом та Катею Віршілас[en].
- Ще одна історія про Попелюшку (2008) з Селеною Гомес та Дрю Сілі[en].
- Легка поведінка (2008) Джесікою Біл та Коліном Фертом
- Крок уперед 3D, (2010) в якому Рік Маламбрі[en], Шарні Вінсон[en] та другорядні персонажі танцюють під пісню Bust Your Windows[en] Джасмін Салліван
- Паралельні світи (2012) містить сцену танго з Кірстен Данст та Пабло Вероном під композицію Roberto Goyeneche[en] "El último café" (остання кава)
- Fading Gigolo[en] (2014) з Джоном Туртурро та Софією Верґарою[73]

## У літературі
- «Танґо смерті» — роман Юрія Винничука виданий в 2012, події якого відбуваються навколо таємничої мелодії танґо, створеної в'язнями Янівського концтабору у Львові, яка дозволяє давно померлим людям повертатись до життя в спогадах нині живих людей.
- «Мілонгера» — багатий елементами танго-субкультури роман Нани Куликової[74][75] про пристрасть головної героїні до танго, її пригоди на європейських танго-фестивалях і конфлікт цієї пристрасті з буденністю побуту.[76]

## Стилі танго
В стилях танго немає чіткого розмежування, тому що всі вони еволюціонували запозичували і переходили від одного до іншого

### Танго Кан'єнґе або Орильєро

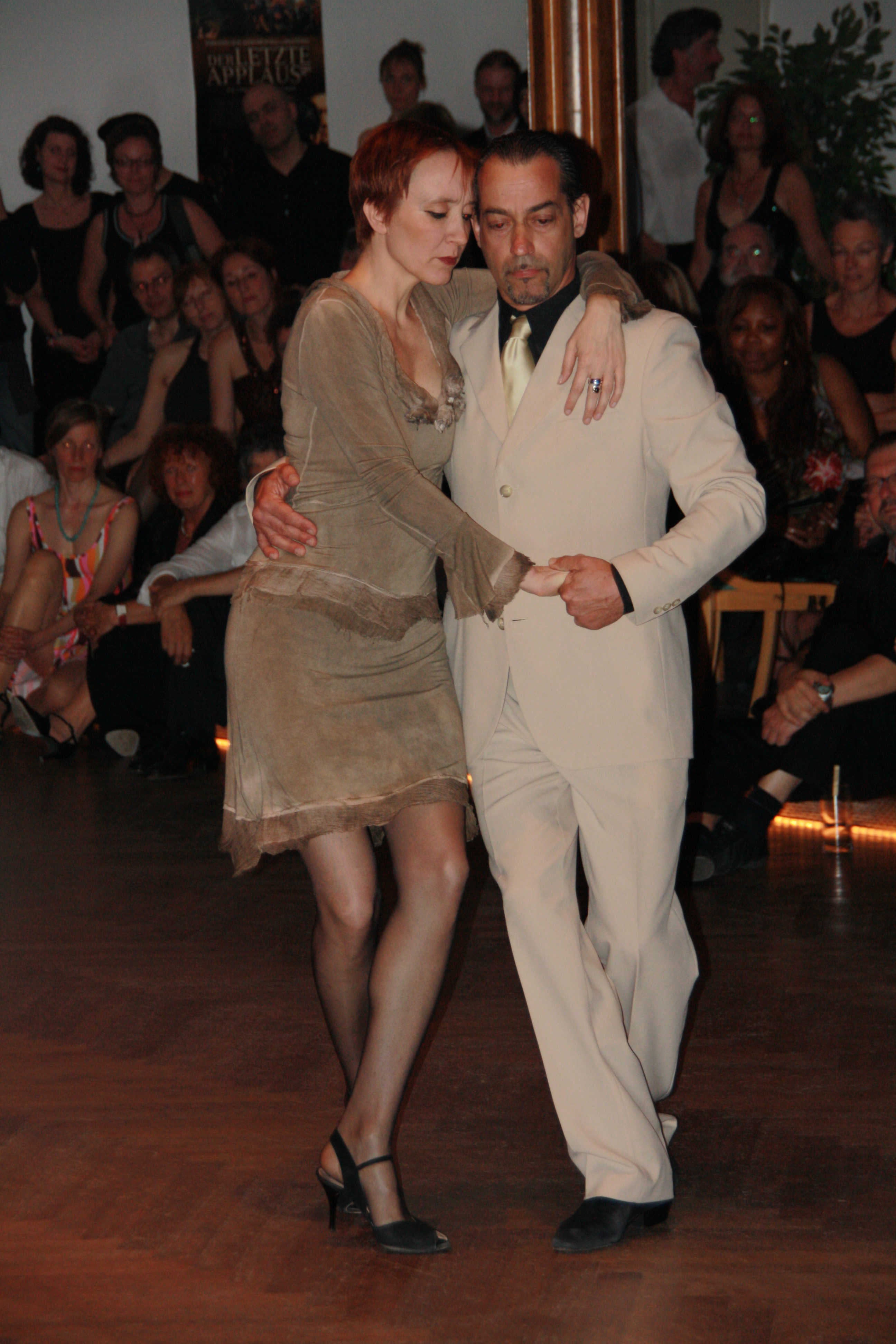
Танго Кан'єнґе

Старовинний стиль танго (з 1900-х), що стояв біля самих витоків, для якого характерні грайливість, напівзігнуті коліна та спина, контакт правої щоки партнера і лівої щоки партнерки. Інша назва Orillero перекладається як низький, робочий клас

### Танго Кріолло
Танго кріолло у порівнянні з кан'єнґе танцюють з прямішою спиною.

### Танго лісо
У порівнянні з танго кріолло ще більше випрямило спину, і випрямило коліна. Лісо (ісп. Liso — прямий, простий) означає плавне, пряме танго. Ноги у стилі лісо ставлять ближче одна до одної.
Для танго лісо характерний повільний (крок може розтягуватись на кілька тактів) і плавний рух без стаккато чи корте. Танцюються основні кроки на зразок камінати та очо, і уникається болео, ганчо та інших прикрас.
Танго Лісо потрапило в Париж і зазнало там великої популярності. А з Парижу поширилось по всій Європі. Також звідти взялися всі стереотипи танго про витягнуті руки партнерів, троянди в зубах і т. ін.

### Танго Салон
Відрізняється більш відкритою позицією танцюристів у парі в порівнянні з «близьким обіймами». Це простір дозволяє танцювати більш різноманітні кроки, фігури, повороти і пози танго. Це більш вишуканий і витончений стиль виконання танго і також, як і танго Мілонгеро, заснований на принципах імпровізації, ведення-слідування і т. ін.

### Сценічне танго
Танго фантазія, або сценічне танго — назви постановочного танго, яке виконується як шоу для глядачів. Для танго «фантазія» характерна віртуозна техніка виконання, видовищність та акробатичність рухів і фігур. Багато елементів, такі як підйоми, стрибки, та подібні, можливо виконувати лише на сцені, бо на тісних мілонгах це може становити загрозу для інших. Може містити навіть запозичення з балету, коли на сцені кілька пар виконують хореографічні композиції.
На відміну від соціальних видів танго має менше імпровізації і використовує завчені рухи.

### Танго Нуево
Танго Нуево — це суміш електронної музики і танго. Танцюється в більш відкритих обіймах порівняно з традиційними стилями, що дозволяє виконувати більш складні фігури.

### Фінське танго
Фінське танго виникло у післявоєнній Фінляндії у 50-х роках. Меланхолічний стиль відображає тематики фінської народної творчості. Фінське танго виконується переважно у мінорних нотах.
Щороку у фінському місті Сейнайокі відбувається фестиваль танго (Tangomarkkinat). Фестиваль збирає понад 150,000 любителів танго. У місті також знаходиться музей Танго.

### Бальне танго

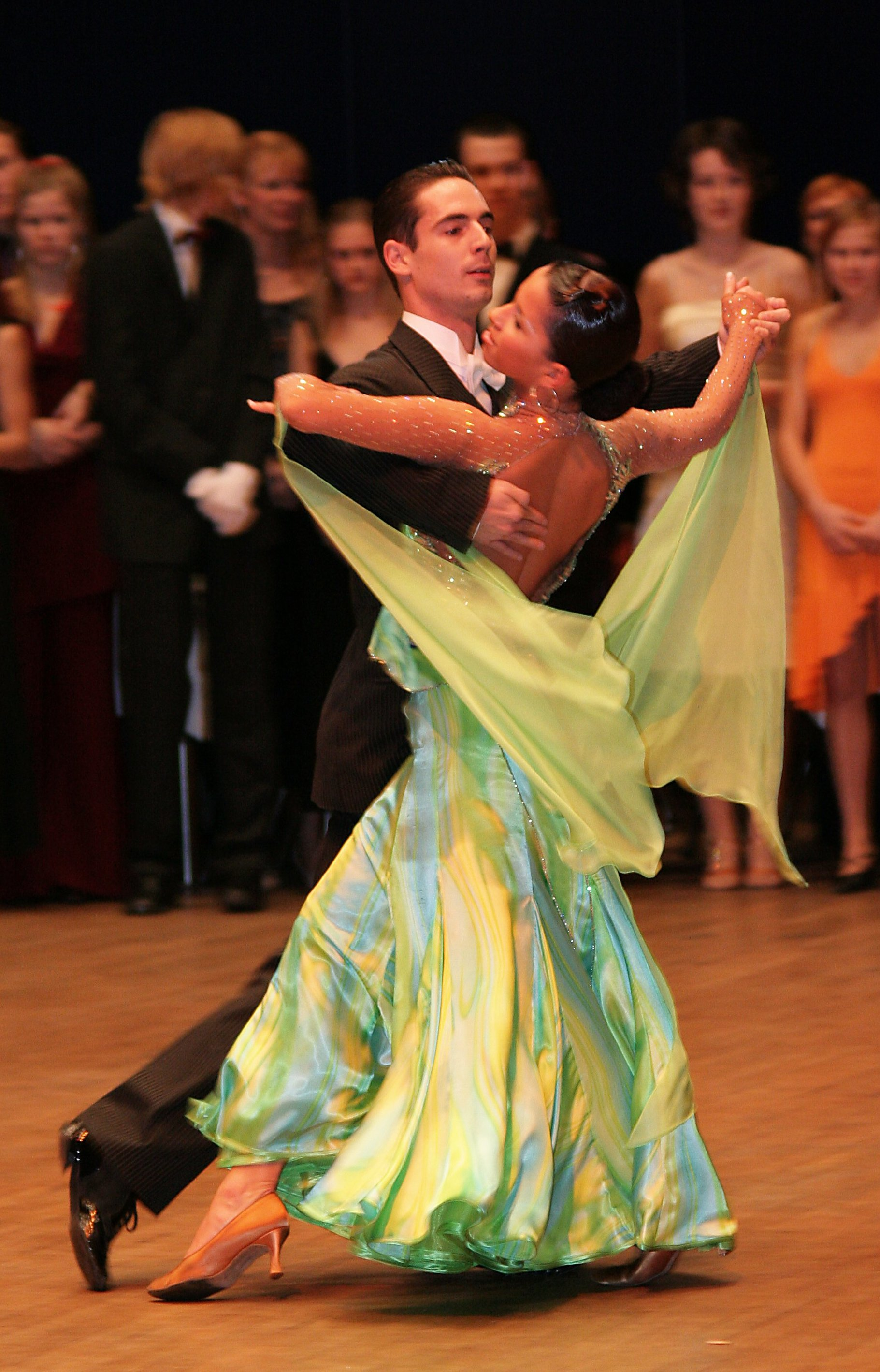
Бальне танго

Спортивний танець, який бере участь у програмах міжнародних конкурсів поряд з фокстротом, віденським вальсом та іншими. Відмінність від аргентинського — відсутність імпровізації. Всі рухи відповідають певним правилам. Останнім часом бальне танго поділяють на міжнародний (англійський) та «європейський» стилі. Воно утворилось тоді, коли танго вперше поширилось у Європу та Північну Америку. Танець був спрощений, адаптований для традиційних бальних танцюристів і включений до репертуару Міжнародних бальних змагань. Англійське танго було вперше класифіковано в жовтні 1922, і повинно було виконуватись у ритмі 4/4.
На змаганнях танцюють кодифікований набір фігур різних рівнів складності.
Бальне танго відрізняється і музикою і стилем від аргентинського танго, з коротшими, чіткими рухами та характерними рухами закидання голови, які зовсім не властиві аргентинському танго.
Вони танцюються під кілька типів музики:
- Танго
- Вальс (танго версія вальсу)
- Мілонга (схожий танець із швидшим ритмом)
- Електронне танго
- «Альтернативне танго», не-танго музика, з ритмом придатним для танцю

## Соціальний танець
Заняття танго може відбуватись у формі уроку під наглядом вчителя (семінару), або у формі самостійної практики, коли партнери самостійно вибирають собі пару для практики, самостійно вирішують які елементи їм потрібно покращити і намагаються допомогти одне одному в цьому. Окрім самого навчання, мілонгеро та мілонгери (танцівники і танцівниці танго) відвідують мілонги та фестивалі.

### Мілонга

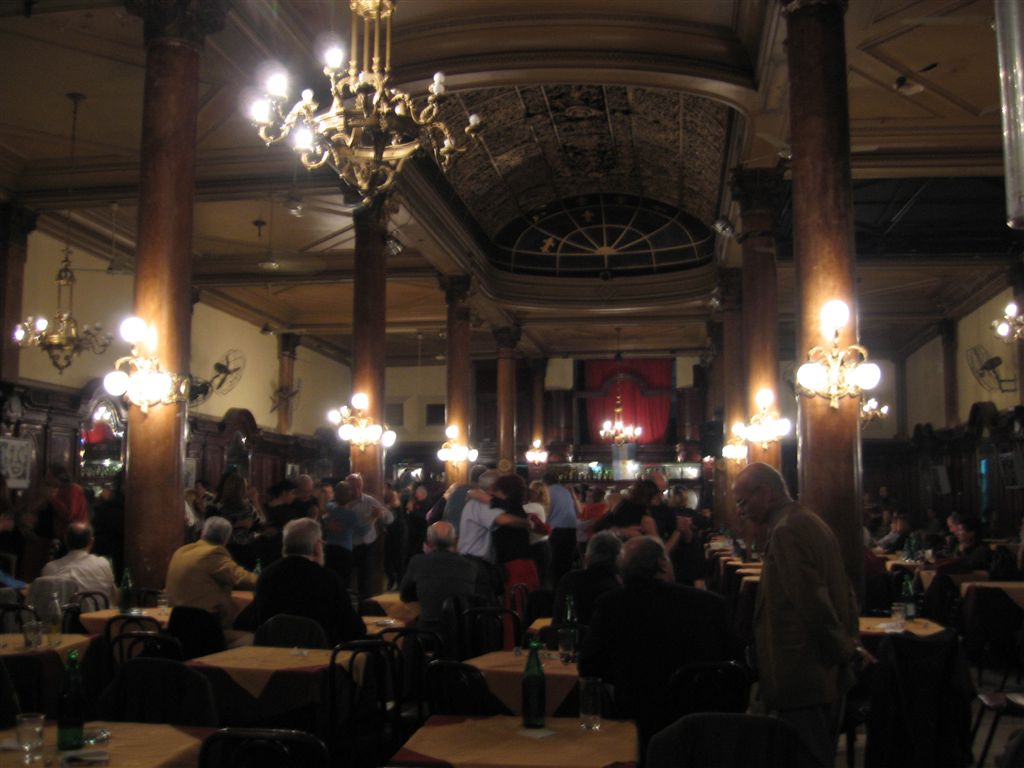
Мілонга в Confitería Ideal

Мілонга, крім власне танцю означає також танго вечірку і місце де відбувається така вечірка.
- кодіґос[88]

### Танго-DJ
Танго-DJ — людина що ставить музику на мілонзі чи іншій танго-події на якій нема живої музики. DJ виконує найважливішу роль, бо від нього найбільше залежить загальний настрій вечірки і бажання публіки танцювати. Також він розвиває смаки танго-спільноти для якої працює.
Окрім об'ємної колекції записів DJ мати великий досвід соціального танцю аби підібрати музику що найбільше сподобається аудиторії. Музика повинна відповідати стилю танцю якому віддає перевагу публіка, її енергії та знанням. DJ повинен підбирати різноманітну музику, щоб аудиторія не знуджувалась, але й таку яка знайома більшості, тому що під незнайому музику дуже важко імпровізувати танець.
DJ-ї переважно обирають музику золотої доби, тому що серед раніших записів важко знайти композиції з достатньою якістю запису, а оркестри часів авангардного танго зосереджувались більше на майстерності виконання ніж на придатності музики для соціального танцю. Новіша музика має складніші ритми, написані скоріше для виконавців сценічного танго, для того щоб вражати глядачів і слухачів.
Композиції групуються в танди між якими ставиться кортіна.

## Фестивалі
Місцеві танго спільноти проводять фестивалі, на які приїжджають любителі та майстри цього танцю з інших куточків планети, з метою познайомитись, обмінятись досвідом і звісно для розваги. В програму фестивалів можуть входити денні та нічні мілонги (танго-марафон), практики, семінари, концерти, показ фільмів, екскурсії містом проведення.

### Всесвітній фестиваль Танго в Буенос-Айресі
З 13 по 26 серпня 2014 року пройшов Всесвітній фестиваль танго у столиці Аргентини Буенос-Айресі. Подія в світі танго з найбільшим міжнародним висвітленням. Тисячі танцюристів та публіка із всіх куточків світу зібралися у центрі столиці, щоб взяти участь та прожити різноманітні заходи, в рамках фестивалю, який традиційно відбувається у серпні.
З цієї нагоди, було короновано чемпіонів в категорії "за найкращий сценарій" Мануеля Россі та Хуана Малісія Гатті, які представляли Буенос-Айрес.
Також, щороку відбувається Чемпіонат з танців Буенос-Айреса, який розрісся до масштабів усього міста, але має свої місцеві особливості і присвячений суто мілонзі, тому щовечора у різних районах столиці змагаються у окремих видах цього танцю.

### Фінляндія
Щороку у фінському місті Сейнайокі відбувається фестиваль танго (Tangomarkkinat). Щороку фестиваль збирає понад 100,000 любителів танго. У місті також знаходиться музей танго.

### Україна
У Львові щороку з 2010 року на різдвяні свята проводиться найбільший в СНД фестиваль "Tango Remolino", організований Олександрою і Глібом Котельницькими.

## Міжнародний день танго
Міжнародний день танго святкують 11 грудня, тому що в цей самий день народилися Карлос Гардель (найпопулярніший співак танго) та Хуліо де Каро (один з найвпливовіших композиторів та лідерів оркестрів).
Ідея цього дня з'явилась в поета Бена Молара — друга Каро, який в 1965-му помітив збіг днів народження і зробив пропозицію щодо відзначення цього дня секретарю культури муніципалітету міста Буенос-Айрес. Проте протягом 11 років на пропозицію ніяк не реагували, тому він вирішив організувати рух на підтримку національного дня танго. Рух був дуже успішним, завершуючись фестивалем на стадіоні Луна Парк, і 29 листопада 1977 декрет №5830/77 муніципалітету Буенос-Айреса затвердив дату вшанування танго. Через місяць декрет №3781/77 зробив цю дату національною.

## Цікаві факти
- Посольство Аргентини в Україні має власну школу танго[94]
- Через те що початківцю влитися в субкультуру танго дуже складно, для туристів в Буенос-Айресі і деяких інших великих містах існує професія Taxi dancer[en] — досвідченого танцівника, який за певну винагороду запрошує клієнта до танцю на мілонгах, щоб ті могли отримати досвід автентичногоо аргентинського танго не витрачаючи на це місяці життя серед портеньйо.[95]

## Галерея

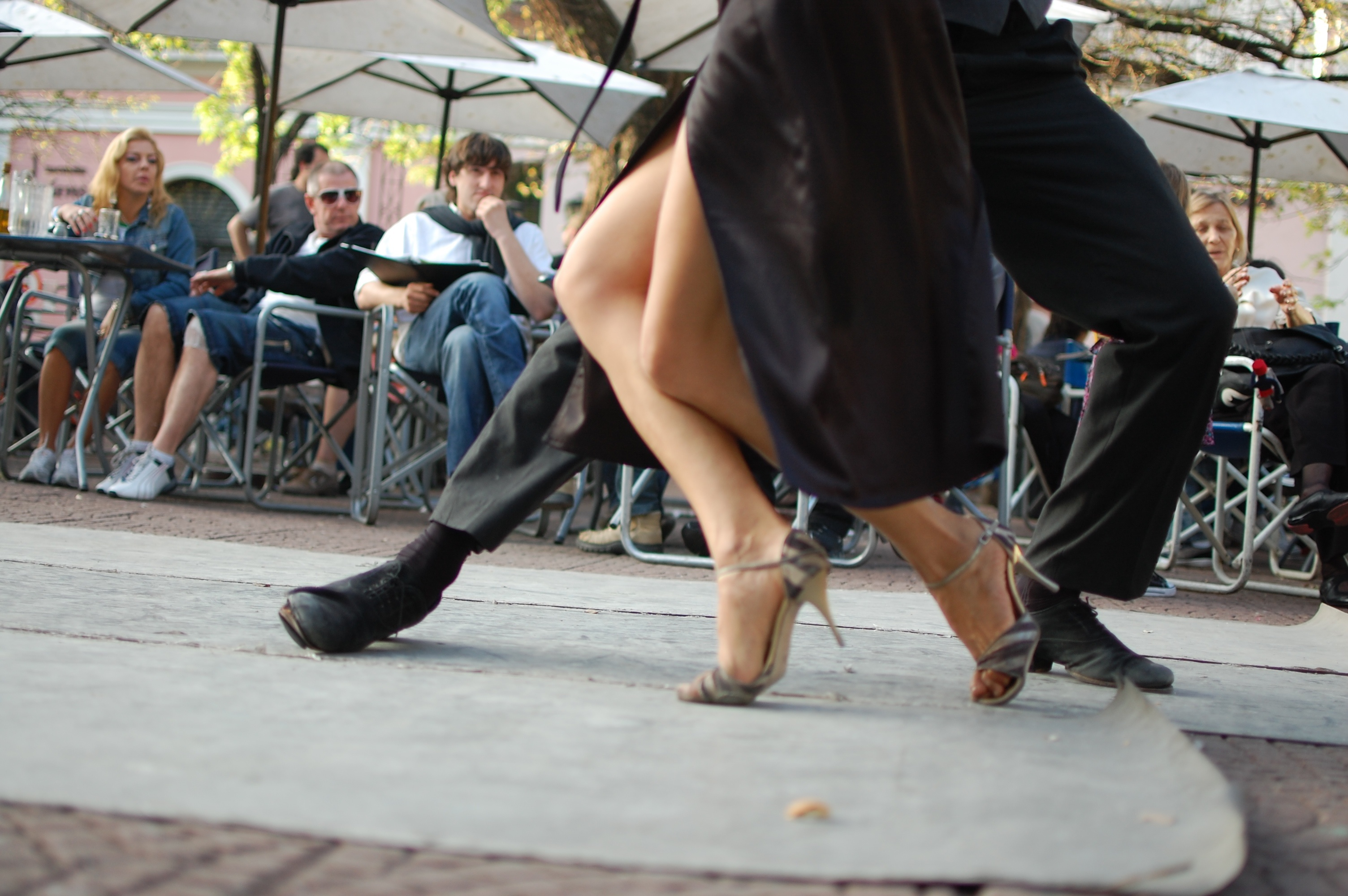
Танцівники в Сан Тельмо, Буенос-Айрес
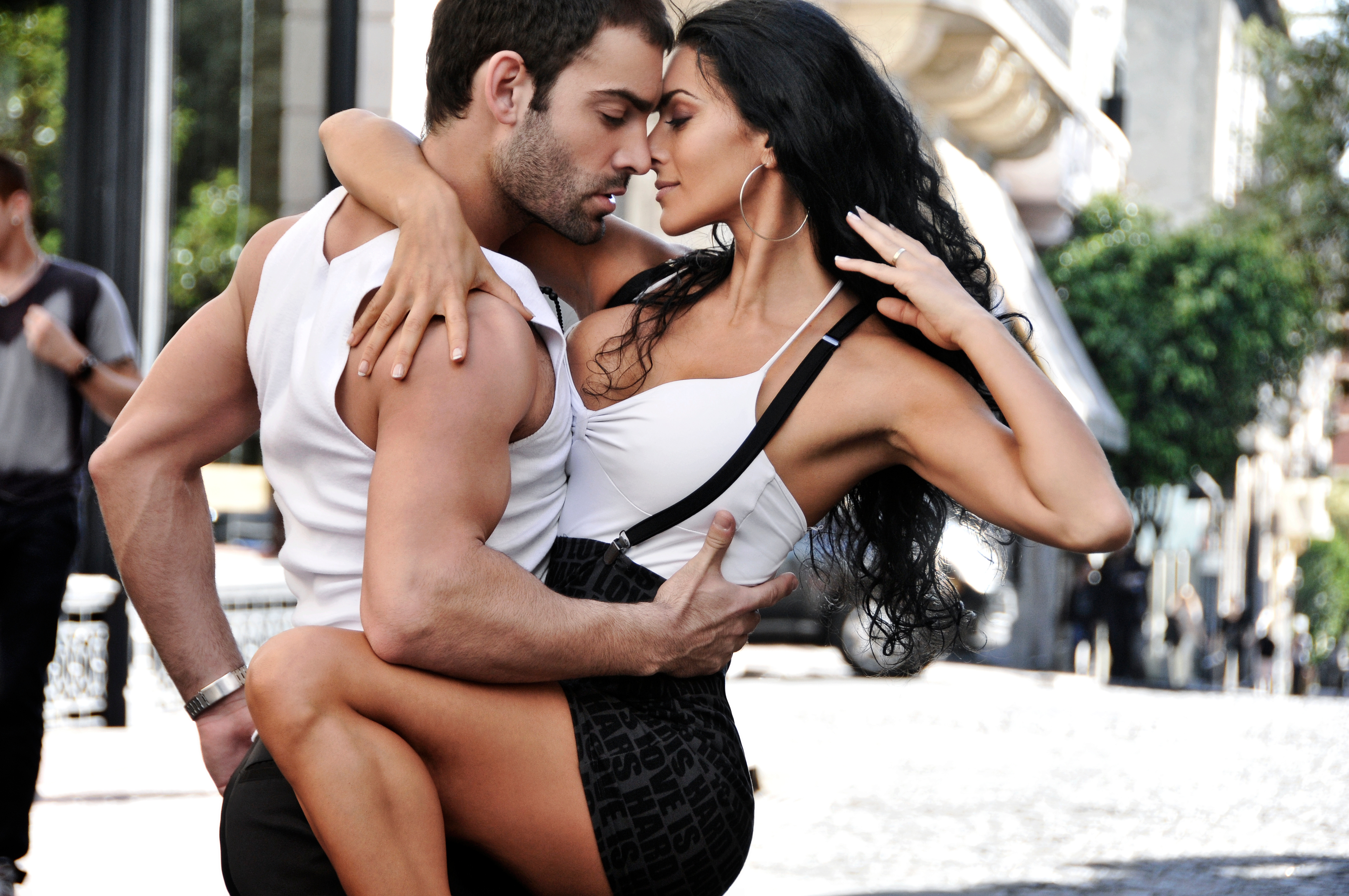
German Cornejo & Gisela Galeassi[en]
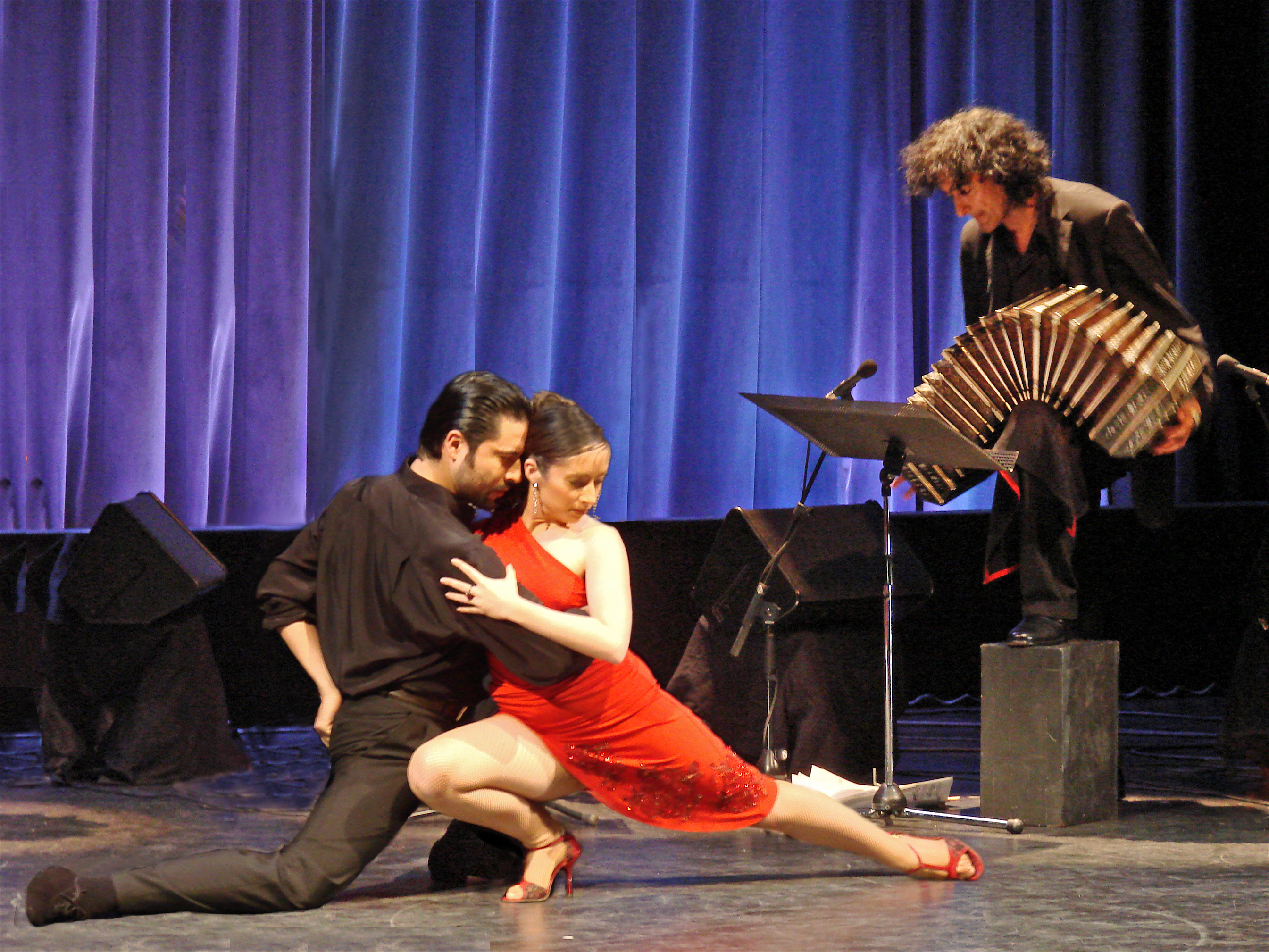
Пара і бандонеоніст
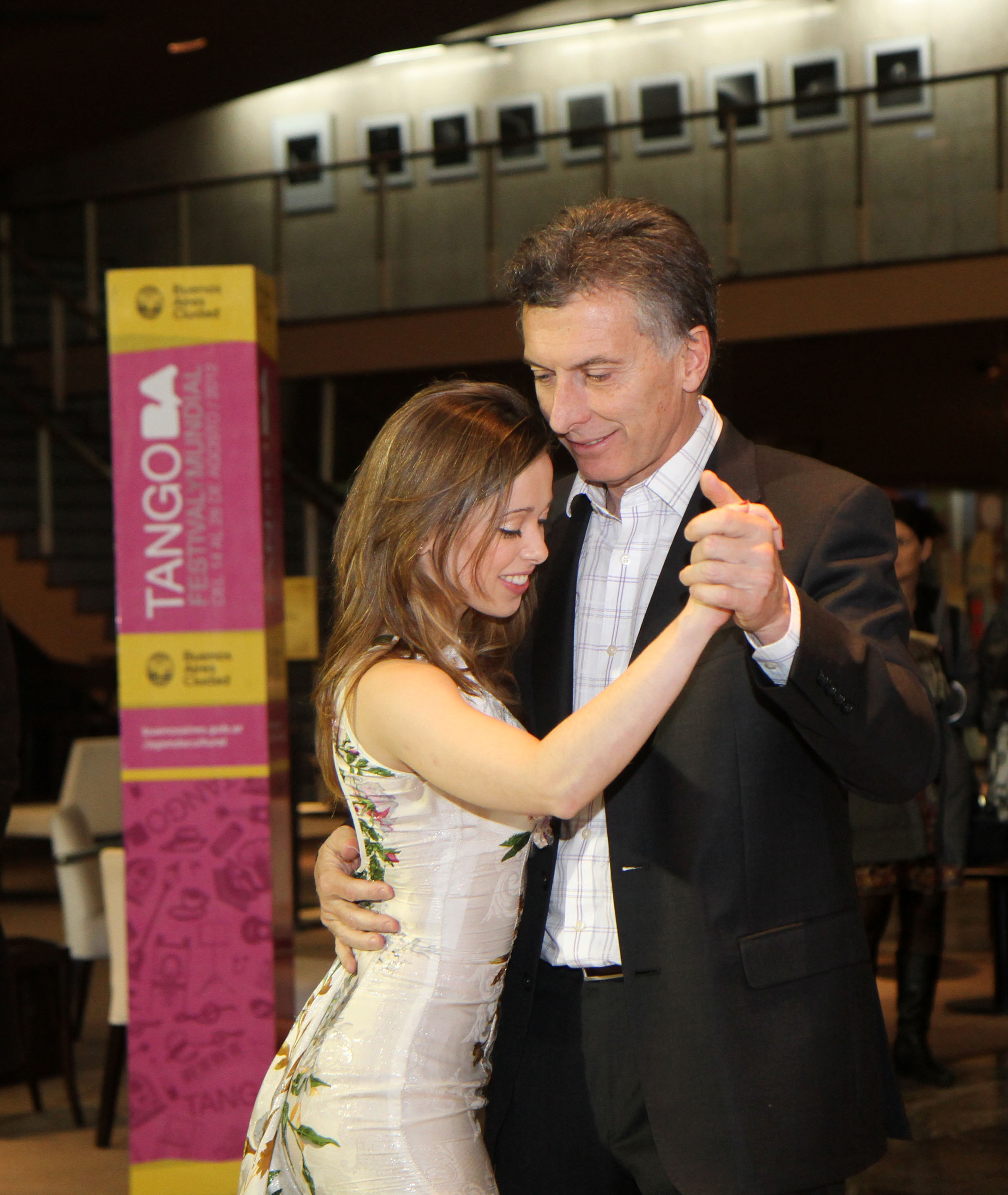
Президент Аргентини Маурісіо Макрі на фестивалі танго в Буенос-Айресі
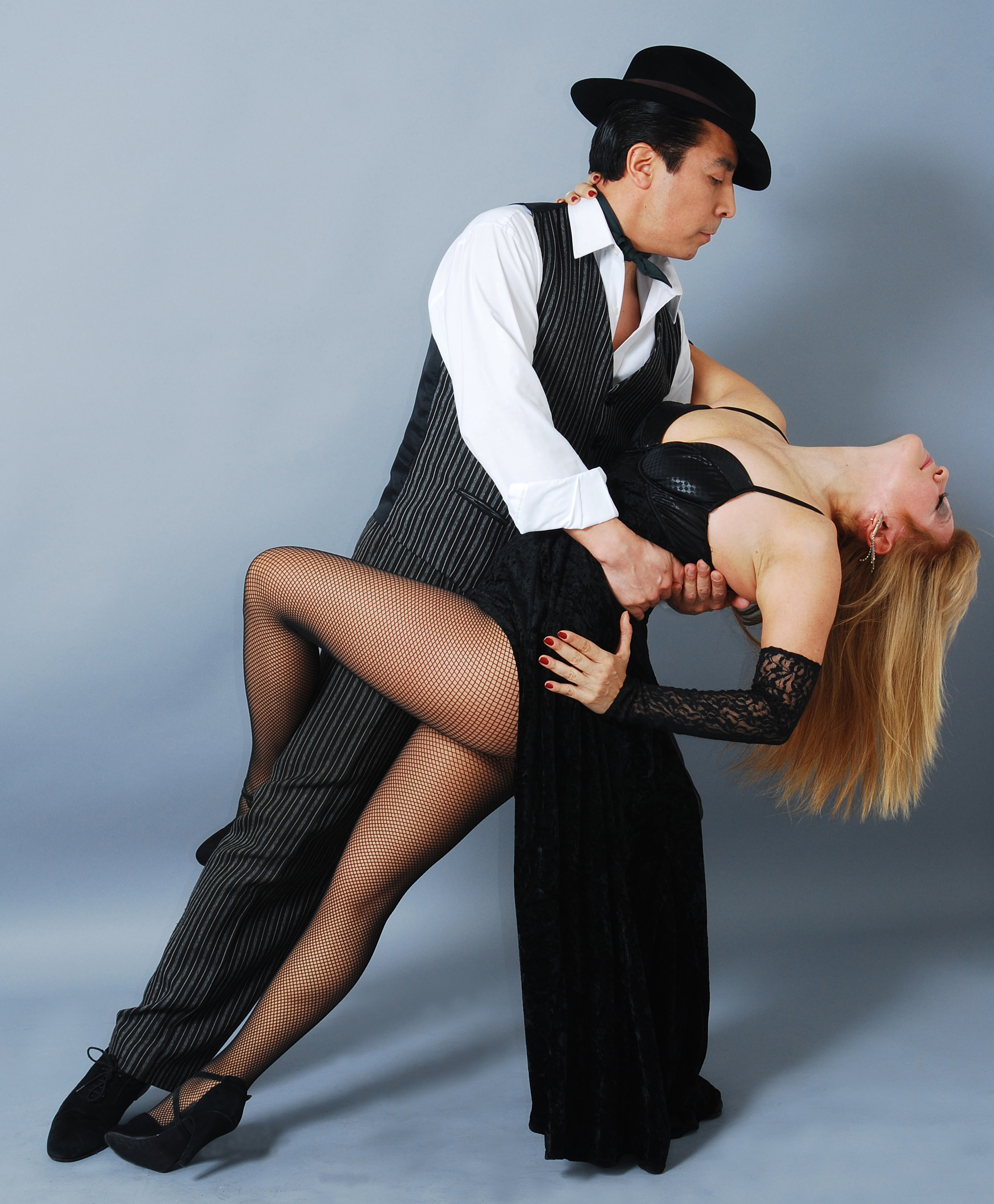
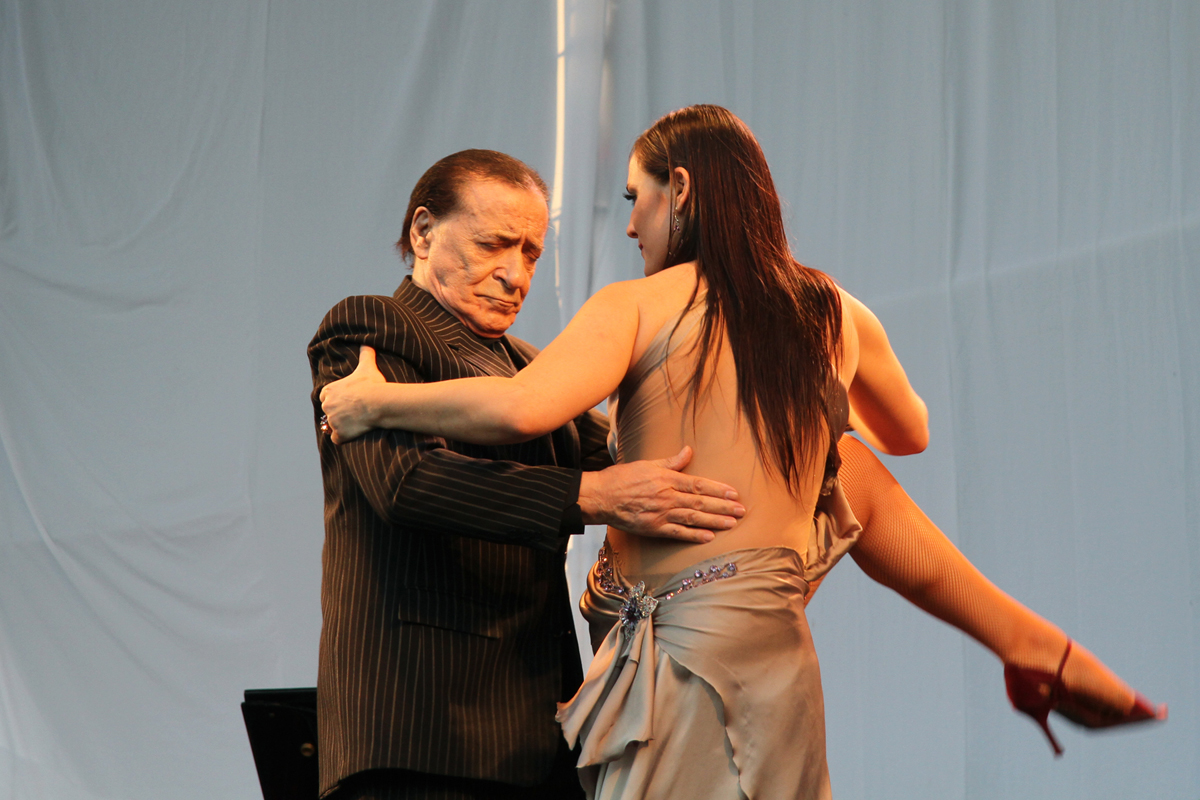
Хуан Карлос Копес[en] з дочкою
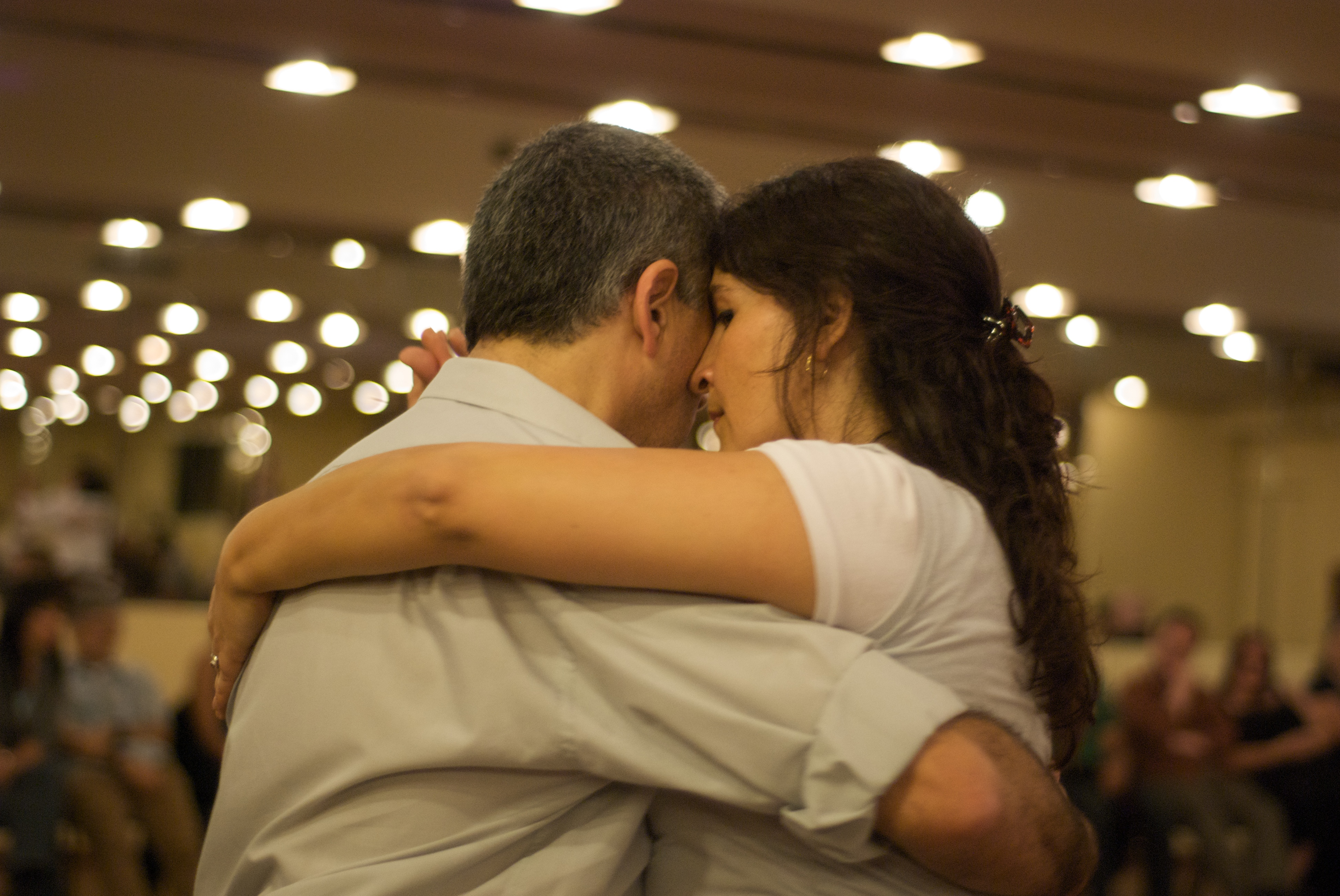
Урок танго на вікіманії 2009
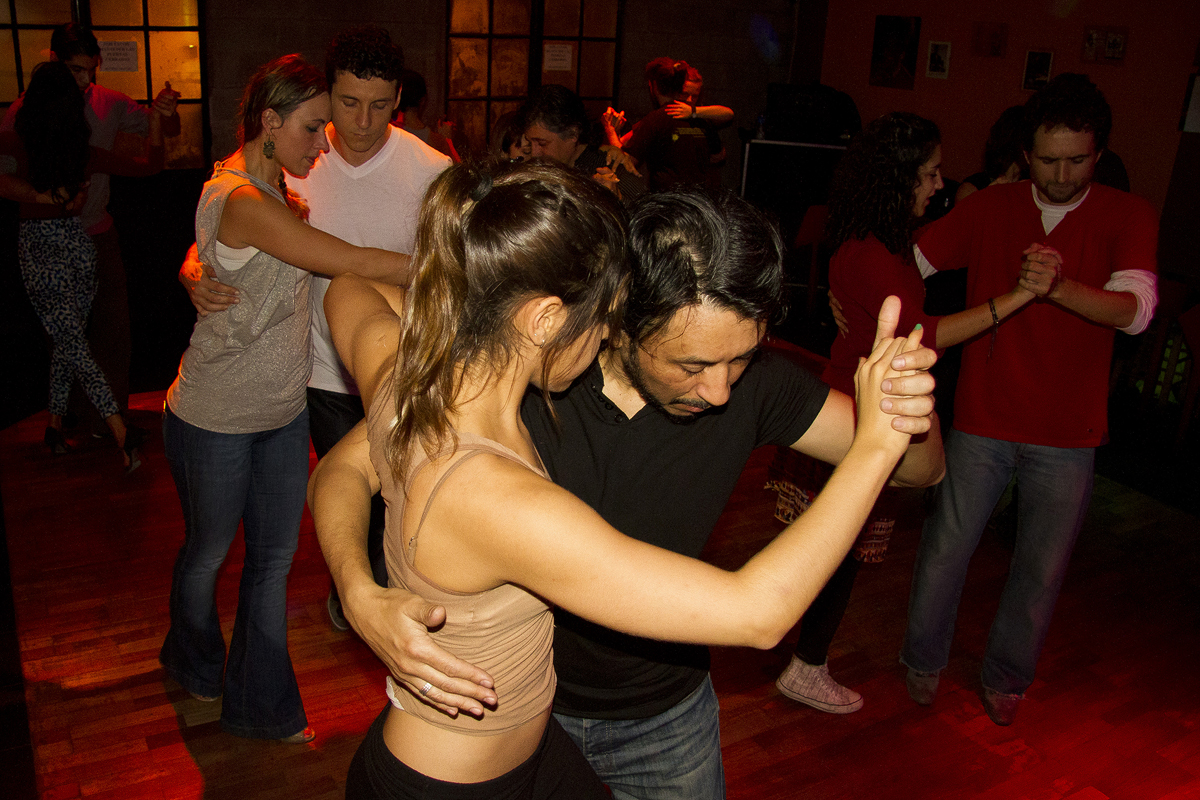
Мілонга
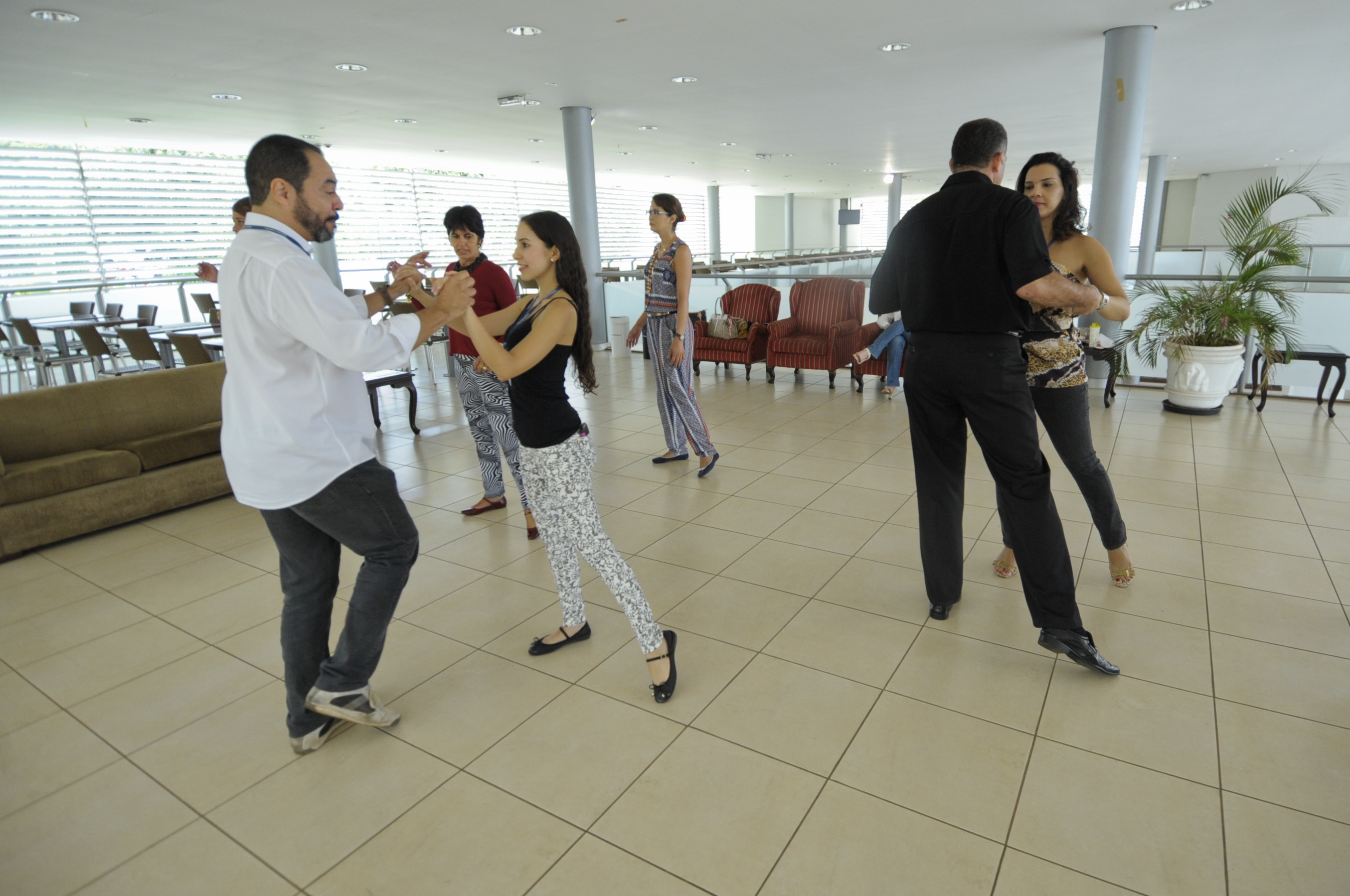
Семінар
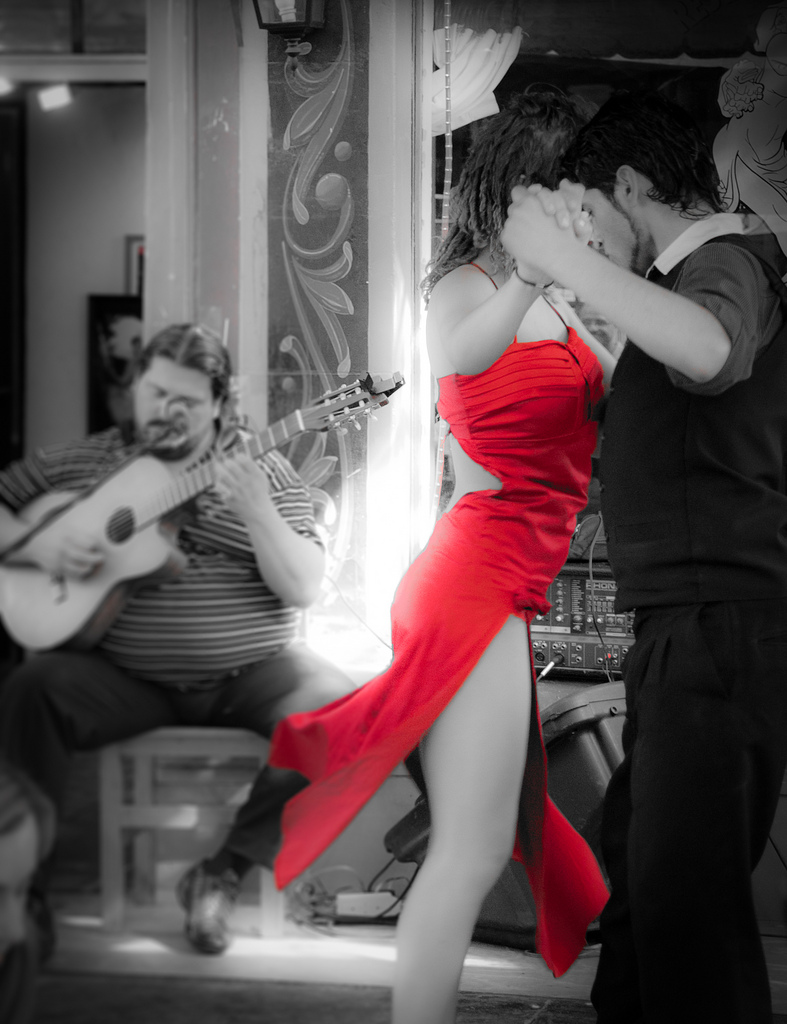
Сукня для танго
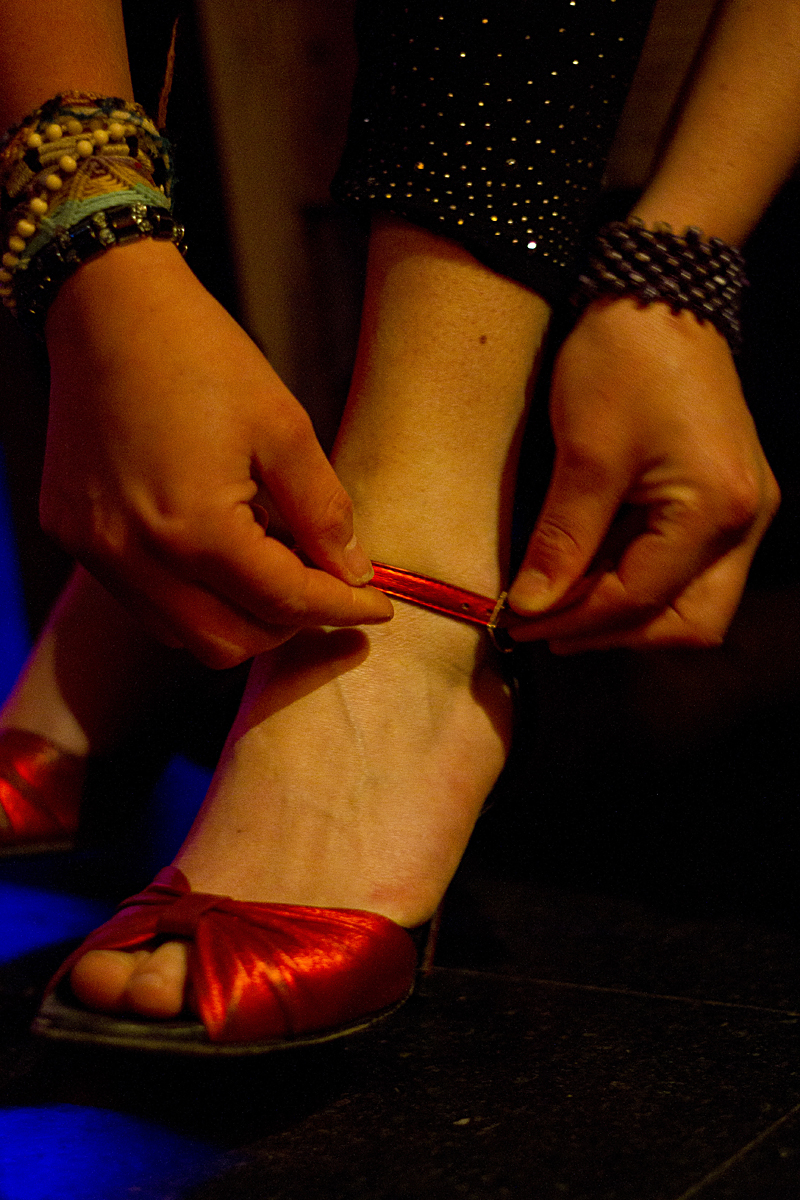
Танго туфлі

### Відомі танго
- Лібертанго
- Гуцулка Ксеня
- Por una cabeza
- To ostatnia niedziela
- La cumparsita

## Зноски
1. ↑  * Назва в офіційному англомовному списку
2. ↑  Sábato, Ernesto (1968). Tango. Discusión y clave. Buenos Aires: Losada.
3. ↑  Giorlandini, Eduardo. Raíces del tango. Cronología (PDF). Universidad Tecnológica Nacional. Архів оригіналу (PDF) за 23 вересня 2015. Процитовано 11 квітня 2016.
4. ↑  Horvath, Ricardo (2006). Esos malditos tangos: apuntes para la otra historia. Buenos Aires: Biblos. с. 50. ISBN 9507865497.
5. 1 2  The Tango. Intangible Heritage Lists. UNESCO. Процитовано 11 жовтня 2015.
6. ↑  Paula Davter (2010). Tango Kultur (PDF). Freie Universität Berlin. Процитовано 13 квітня 2016.
7. ↑  Kristine Vanden Berghe (2011). El retorno de los galeones. Peter Lang. Процитовано 13 квітня 2016.
8. ↑  Christian Wentzlaff- Eggebert. El tango argentino como espejo de la sociedad en su contexto histórico (PDF). с. 5. Процитовано 13 квітня 2016.
9. ↑  Ернесто Сабато: Tango: discusión y clave (ст. 11). Buenos Aires: Losada, 1963.
10. ↑  Танго Qué me van a hablar de amor (1946), на музику Héctor Stamponi (1916-1997) і слова Homero Expósito.
11. ↑  Gobello, José (1976). Tango, vocablo controvertido. Historia del tango. Buenos Aires: Corregidor. с. 133‐144. ISBN 9500512378.
12. 1 2 3  Gobello, José (1999). Breve historia crítica del tango. Buenos Aires: Corregidor. с. 18.
13. 1 2 3 4  Benedetti, Héctor Ángel (2001). Sobre la etimología de la palabra tango. Doce ventanas al tango (PDF). Buenos Aires: Fundación El Libro. с. 37‐55. ISBN 987-95803-6-2. Архів оригіналу (PDF) за 5 березня 2016. Процитовано 13 квітня 2016. [Архівовано 2016-03-05 у Wayback Machine.]
14. ↑  Tango Argentino Storia. www.tangoallegria.it. Процитовано 7 січня 2025.
15. ↑  Rodriguez Molas, Ricardo (1957). La música y la danza de los negros en el Buenos Aires de los siglos XVIII y XIX. Buenos Aires: Clio.
16. ↑  Rodríguez Molas, Ricardo. Algunos aspectos del negro en la sociedad rioplatense del siglo XVIII. — Universidad Nacional del Litoral, 1958.
17. 1 2  Rodríguez Molas, Ricardo. Los afroargentinos y el origen del tango (sociedad, danzas, salones de baile y folclore urbano. — Desmemoria, 2000.
18. ↑  Reid, George (1990). Los afroargentinos de Buenos Aires. Buenos Aires: Ediciones de la Flor. с. 188.
19. ↑  Giménez, Gustavo Javier (30 вересня 2010). Expresiones músico-religiosas como mecanismos de legitimación cultural. El caso de la comunidad africana en Buenos Aires entre 1776-1852 (PDF). Instituto Ravignani, Facultad de Filosofía y Letras, UBA. с. 5. Процитовано 8 листопада 2013.
20. 1 2 3  Ayestarán, Lauro (1953). La música en el Uruguay. Т. I. Montevideo: SODRE.
21. ↑  Escalada, Oscar (2002). Investigación sobre la etimología de la voz TANGO y su evolución (PDF). La Plata: Bachillerato de Bellas Artes, Universidad Nacional de la Plata. с. 18. Архів оригіналу (PDF) за 31 січня 2013. Процитовано 14 квітня 2016. [Архівовано 2013-01-31 у Wayback Machine.]
22. ↑  Harold & Meredith Sears. Some waltz history. Round Dancing. Процитовано 2 листопада 2013.
23. ↑  Selles, Roberto. Los primeros milongueros. LP Tango. Архів оригіналу за 6 листопада 2013. Процитовано 3 грудня 2013. [Архівовано 2013-11-06 у Wayback Machine.]
24. ↑  Tango y sus orígenes (evolución, figuras). Argentina Explora. 2009.
25. 1 2  Petróleo: entrevista a un bailarín. La Maga (republicado por Todo Tango). 6 травня 1992. Процитовано 20 жовтня 2014.
26. ↑  Miguel Angel Zotto: historias de milongueros. Clarín Espectáculos. 14 січня 2011. Процитовано 20 жовтня 2014.
27. ↑  Los Dinzel: pareja de baile y algo más. Clarín. 12 лютого 2000. Процитовано 18 травня 2011. [Архівовано 2011-11-08 у Wayback Machine.]
28. ↑  Un nuevo museo recorre toda la historia del tango. Clarín. 22 грудня 2003. Архів оригіналу за 8 листопада 2011. Процитовано 18 травня 2011. [Архівовано 2011-11-08 у Wayback Machine.]
29. ↑  «Argentine tango dancing», стаття Ларрі Е. Керрола англійською мовою (уроки танцю танго), 1997.
30. ↑  Carlos Vega (1898—1966). Danzas y canciones argentinas. Teorías e investigaciones. Un ensayo sobre el tango. Buenos Aires: Ricordi, 1936.
31. ↑  Maloratsky, Artem. Body Conditioning. Процитовано 5 травня 2016.
32. 1 2 3  
Наталя Орлова (6 березня 2016). Словарь фигур аргентинского танго. Aliento del Tango. Процитовано 13 квітня 2016. (рос.)
33. ↑  The Walking System. Tango Secrets. Архів оригіналу за 24 березня 2016. Процитовано 18 травня 2016. [Архівовано 2016-03-24 у Wayback Machine.]
34. ↑  How to Walk in Parallel & Cross System на YouTube
35. ↑  Pasos de Tango en Granada: Básico a contrapaso на YouTube
36. ↑  A Guide to Tango Terminology. Процитовано 18 травня 2016.
37. ↑  Tango Argentino -  Barridas - Secretos de la marca. на YouTube
38. ↑  Magali Saikin: Tango y género. Identidades y roles sexuales en el tango argentino. Abrazos Books: 2004. ISBN 978-3-9807383-8-5
39. ↑  Farris Thompson, Robert (2005). Tango as dance. Tango: The Art History of Love. Нью-Йорк. с. 277. ISBN 1400095794.
40. ↑  Вебсайт IV Міжнародного фестивалю квір-танго в Буенос-Айресі, 2010. Архів оригіналу за 6 грудня 2010. Процитовано 7 вересня 2016.
41. ↑  Arrabal amargo, tango con música de Gardel y Le Pera (TodoTango.com/Spanish/Biblioteca/Letras/Letra.asp [Архівовано 2007-10-28 у Wayback Machine.]).
42. ↑  Jorge Boccanera (13 червня 2016). Borges y el tango, entre la devoción y el rechazo. Telam. Процитовано 12 грудня 2016.
43. ↑  Bel Saavedra (17 квітня 2015). Cuando la pasión se vuelve acordes: tango. Chocha. Архів оригіналу за 9 жовтня 2016. Процитовано 12 грудня 2016.
44. 1 2  El machismo y el tango.
45. ↑  https://web.archive.org/web/20080527221629/http://www.mundomatero.com/tangos/patotero.html MundoMatero.com/Tangos/Patotero.html
46. 1 2  Ernesto Sabato, pág. 14.
47. ↑  Amablemente), М.: Edmundo Rivero; С.: Iván Diez.
48. 1 2  Díaz Virzi, Sabrina. Entrevista a Boquitas Pintadas. 'Si el machismo no hubiera existido, el tango no sería lo que es'. Clarín. Процитовано 7 жовтня 2016.
49. ↑  Di Primio, César (3 червня 2015). Canciones que justificaban la violencia de género. Tucumán.
50. ↑  Carabajal, Mariana (17 лютого 2013). El arte y el machismo. Página/12.
51. ↑  Parisse, Eduardo (22 липня 2015). Milonguita, entre leyenda y realidad. Clarín.
52. ↑  Manuel Jovés (музика) y Manuel Romero (слова) (1922). Patotero sentimental. {{cite web}}: Пропущений або порожній |url= (довідка)
53. ↑  Ferrari, Lidia. El lugar de la mujer en el tango. Página/12. Архів оригіналу за 30 січня 2015. Процитовано 7 жовтня 2016.
54. ↑  Esta noche me emborracho (1928), слова і музика - Енріке Сантос Діссеполо.
55. ↑  Cuesta abajo (1934), слова Альфредо Ле-Пери, музика Карлоса Ґарделя
56. ↑  «El pibe Juan» [Архівовано 10 грудня 2007 у Wayback Machine.], автобіографічна оповідь Хуана Хельмана, із Juan Gelman. Semblanza.
57. ↑  La 2x4. Gobierno de la Ciudad de Buenos Aires. Процитовано 15 жовтня 2013. Радіостанція Муніципалітету міста Буенос-Айреса, присвячена танго
58. ↑  Цит. за Ернесто Сабато, ст. 14.
59. ↑  Argentine Tango Radio
60. ↑  Цит. за Ернесто Сабато, ст. 101
61. ↑  Oscar Zucchi: El tango, el bandoneón y sus intérpretes. _2.asp TodoTango.com/Spanish/Biblioteca/Cronicas/Cronica_Bandoneon_2.asp]).
62. ↑  Tango reo, de Pedro Pagliettini y Cacho Negri (TodoTango.com/Spanish/Biblioteca/Letras/Letra.asp [Архівовано 2007-11-12 у Wayback Machine.]).
63. 1 2  «El lunfardo en el rock y la cumbia villera», стаття Рікардо Терріо у журналі Intertexto, n.º 5, грудень 2004.
64. ↑  Léxico lunfardo, TodoTango.com. Архів оригіналу за 9 липня 2009. Процитовано 5 грудня 2016.
65. ↑  Assassination Tango (9/9) Movie CLIP - Last Tango with Manuela (2002) HD на YouTube
66. ↑  Tango Dance Scene from Assassination Tango на YouTube
67. ↑  Milonga на YouTube
68. ↑  Сюжет фільму Milonga на сайті IMDb (англ.)
69. ↑  Beatrice Dominguez. IMDb. Процитовано 19 травня 2016.
70. ↑  The 1921 Rudolph Valentino dance scene that made people want to Tango. Examiner.com. 16 січня 2010. Процитовано 19 травня 2016.
71. ↑  The Tango - Scent of a Woman (4/8) Movie CLIP (1992) HD на YouTube
72. ↑  Frida (3/12) Movie CLIP - Frida and Tina Tango (2002) HD на YouTube
73. ↑  Fading Gigolo Movie CLIP - Let's See What You Can Do (2014) - Sofía Vergara Comedy HD на YouTube
74. ↑  Нана Куликова. Мілонгера / Олена Шарговська. — Київ : Факт, 2007. — 120 с. — (Exceptis excipiendis) — 2000 прим. — ISBN 978-966-359-163-6.
75. ↑  
Мілонгера by Нана Куликова. Процитовано 27 квітня 2016.
76. ↑  Будь яскравою… або не будь – Література. Сучасна українська література. Всеохопний літературний портал. Процитовано 14 жовтня 2016.
77. 1 2 3 4 5 6 7  5 Styles of Argentine Tango на YouTube
78. 1 2  Tango Canyengue Style of Dancing - description and videos. Процитовано 28 травня 2016.
79. ↑  Tango Liso Style of Dancing - description and videos. Процитовано 28 травня 2016.
80. ↑  Styles of Argentine Tango. Процитовано 26 лютого 2017.
81. ↑  Finnish Tango: The Passion and the Melancholy. The New York Times. 16 липня 2013. Архів оригіналу за 11 лютого 2021. Процитовано 26 вересня 2021. (англ.)
82. ↑  Finland's unlikely love affair with the tango. BBC News. 22 липня 2012. Архів оригіналу за 16 листопада 2020. Процитовано 8 червня 2021. (англ.)
83. ↑  Архівована копія. Архів оригіналу за 21 серпня 2016. Процитовано 27 липня 2016.{{cite web}}:  Обслуговування CS1: Сторінки з текстом «archived copy» як значення параметру title (посилання) [Архівовано 2016-08-21 у Wayback Machine.]
84. ↑  Finland: home of the tango. The Daily Telegraph. 7 червня 2004. Архів оригіналу за 3 січня 2019. Процитовано 8 червня 2021. (англ.)
85. ↑  http://www.ballroomdancers.com/Dances/syllabus.asp?Dance=ATA
86. ↑  https://alientodeltango.wordpress.com/2013/07/27/practica/
87. ↑  https://alientodeltango.wordpress.com/abc/
88. ↑  https://alientodeltango.wordpress.com/codigos/#comment-418
89. 1 2  Playing Music for Milongas -- The DJ's Role. Процитовано 11 грудня 2016.
90. ↑  Сайт фестивалю Tangomarkkinat. Архів оригіналу за 12 грудня 2010. Процитовано 11 жовтня 2015. [Архівовано 2010-12-12 у Wayback Machine.]
91. ↑  Танго вдвоем
92. ↑  A few facts about the International Day of Tango. Архів оригіналу за 12 грудня 2016. Процитовано 12 грудня 2016. [Архівовано 2016-12-12 у Wayback Machine.]
93. ↑  Argentina Tango – National Day of Tango. Процитовано 12 грудня 2016.
94. ↑  http://www.eucra.mrecic.gov.ar/content/escuela-de-tango-argentino-argentina-tango-0
95. ↑  Tangocult (2014). TangoCult: Тільки танго, нічого особистого: таксі дансер як професія. TangoCult. Процитовано 14 жовтня 2016.
96. ↑  https://alientodeltango.wordpress.com/2012/10/28/shoes/
97. «Історія танго і мілонги» (Historia del tango y la milonga. Buenos Aires: El Ateneo - Yenny, 2003)
98. Tango rioplatense. TodoTango.com. Архів оригіналу за 4 лютого 2010. Процитовано 20 квітня 2016.
99. El Libro del Tango. Arte Popular de Buenos Aires. 1980.
100. El siglo de oro del tango. 1996.
101. El canto que no cesa. Ministerio de Educación y Cultura de la República Oriental del Uruguay. 2013. Архів оригіналу за 31 жовтня 2013. Процитовано 20 квітня 2016. [Архівовано 2013-10-31 у Wayback Machine.]
102. пролог до книги «Карлос Ґардель», автор Карлос Субільяґа[es]